# Dr. House - Medical Division
Dr. House - Medical Division (House, M.D.) è una serie televisiva statunitense prodotta dal 2004 al 2012. Ideata da David Shore e Paul Attanasio, il network Fox ha ufficialmente accreditato Shore come creatore. La serie è incentrata attorno al ruolo del dottor Gregory House, un medico poco convenzionale ma dotato di grandi capacità ed esperienza, a capo di una squadra di medicina diagnostica presso il fittizio ospedale universitario Princeton-Plainsboro Teaching Hospital, nel New Jersey.
La serie trae ispirazione dai gialli del celebre detective Sherlock Holmes: in ogni episodio ha luogo un giallo diverso che il protagonista, attraverso le proprie capacità mediche e deduttive, deve districare basandosi su vari indizi, spesso poco evidenti; infine, egli riesce quasi sempre a risolvere il puzzle medico e a salvare il paziente. I misteri medici sono invece stati ispirati da una rubrica del New York Times dedicata ai casi clinici particolarmente problematici.
Dr. House è stato acclamato dalla critica e ha un alto livello di ascolto televisivo. La serie è stata tra i primi dieci programmi televisivi più seguiti negli Stati Uniti dalla sua seconda stagione alla quarta; nella stagione televisiva 2008-2009, è scesa complessivamente sino al diciannovesimo posto. Distribuito in 66 paesi, Dr. House è stato il programma televisivo più seguito al mondo nel 2008. La serie ha ricevuto diversi premi, incluso un Peabody Award, due Golden Globe e tre Emmy Award.
La serie è stata trasmessa da Fox dal 16 novembre 2004 al 21 maggio 2012.
Dal punto di vista culturale, la serie televisiva – e in particolare la figura del protagonista – ha fornito motivi di riflessione filosofica, etica e religiosa relativi al campo della medicina e della deontologia; diversi saggi pubblicati hanno approfondito questo aspetto della serie.

## Trama

### Prima stagione

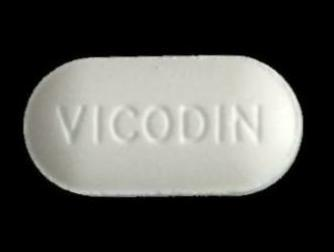
In Disintossicarsi viene trattato per la prima volta il tema della dipendenza da Vicodin, spesso ripreso dalla serie

Nell'episodio pilota Una prova per non morire vengono presentati i personaggi e, nella squadra di House, viene approfondito soprattutto quello di Cameron in relazione a ciò che prova per il capo; in Disintossicarsi viene esaminata pienamente la dipendenza di House dal Vicodin; da Sotterfugi a Il minore dei mali House rischia il licenziamento in seguito all'entrata, come capo del consiglio di amministrazione dell'ospedale, di Edward Vogler, un miliardario che vuole tagliare il reparto di House ma che viene infine cacciato dalla Cuddy. In Il caso House viene spiegata la ragione per cui il diagnosta zoppichi e viene introdotta l'avvocata Stacy Warner, ex compagna del diagnosta, e nell'episodio successivo, Un uomo solo, compare suo marito, Mark Warner, che viene curato da House.

### Seconda stagione
In Padri e figli vengono mostrati i genitori di House ed esplicati i rapporti col figlio; a partire da Vortice viene ripreso il rapporto fra House e Stacy, che riavvicinandosi sempre più, porta la donna a scegliere di rinunciare a Mark per il medico, ma quest'ultimo rifiuta di intraprendere una nuova relazione (È meglio sapere). In Caccia al topo Chase e Cameron, la quale è sotto l'effetto delle anfetamine, vanno a letto insieme. In Euforia (episodio doppio composto da Parte I e Parte II) Foreman si ammala e rischia di morire, ma si salva; nell'ultimo episodio della serie, Mr. Jekyll e Dr. House, un uomo spara a House in ospedale, che si fa operare con la ketamina nella speranza che sparisca anche il dolore alla gamba.

### Terza stagione
Inizialmente il dolore alla gamba sembra scomparso, ma poi torna, con enorme dispiacere per House; in Pazzi d'amore Michael Tritter, un investigatore di polizia, incrimina il diagnosta per possesso di droga: i due finiscono in tribunale e, in Parole e fatti, il medico viene assolto grazie alla falsa testimonianza della Cuddy. In Errore umano Foreman e Cameron si dimettono e Chase viene licenziato; quest'ultimo e l'immunologa si fidanzano.

### Quarta stagione
House è costretto ad assumere una nuova squadra diagnostica, cosa che fa radunando quaranta candidati e "scartandoli" a poco a poco, finché in Giochi non ne rimangono solo tre, Lawrence Kutner, Chris Taub e Tredici, oltre a Foreman che è stato riassunto. Una delle candidate non assunte, Amber Volakis, intraprende una relazione con Wilson, ma in La testa di House ha un incidente mentre è in autobus con House e muore tragicamente in Il cuore di Wilson; la tragedia allontana notevolmente Wilson da House.

### Quinta stagione
In Non è cancro viene introdotto Lucas Douglas, investigatore privato assunto da House per spiare Wilson che si è definitivamente distaccato da lui; in Impronte genetiche muore John House, padre del diagnosta, e Gregory e Wilson si riappacificano; in Dolci chili di troppo Tredici aderisce a un trial clinico per la malattia di Huntington eseguito da Foreman; i due si fidanzano, con un bacio, in Gioia al mondo. Nello stesso episodio Cuddy, che da lungo tempo cercava in tutti i modi di avere un figlio, riesce finalmente ad adottare la neonata tanto sospirata. In Il patto sociale Wilson parla con suo fratello, che non vedeva da nove anni. Nel ventesimo episodio Una spiegazione semplice Kutner si suicida per motivi ignoti: ciò sconvolgerà House, che avrà allucinazioni di lui e di Amber e, dopo aver creduto, in Sotto la mia pelle, di essersi disintossicato dal Vicodin e di aver avuto un rapporto sessuale con la Cuddy, si fa ricoverare in un ospedale psichiatrico (Ora ambedue le parti); contemporaneamente Chase e Cameron si sposano.

### Sesta stagione
Piegato si apre al Mayfield Psychiatric Hospital, in cui House si era ricoverato: dopo più di un mese viene dimesso e questa esperienza lo cambia, perché tenta di essere meno burbero e di avere maggiori rapporti umani; in Fallimento epico Foreman, diventato capo del reparto poiché House riotterrà la licenza medica solo in Lavoro di squadra, licenzia Tredici, che sarà riassunta insieme con Chase, e questo causa una crisi nel loro rapporto. In Il tiranno Chase uccide un dittatore che stava mettendo in atto uno sterminio di massa, paziente della squadra diagnostica di House, e questo causa una crisi nel rapporto del medico con Cameron, che sfocerà nel divorzio. In Conosciuti sconosciuti il diagnosta dichiara alla Cuddy di essere sempre stato attratto da lei, ma scopre che lei ha una relazione con Lucas, l'investigatore privato assunto da House nella precedente stagione. House e Wilson vanno a vivere insieme per un breve periodo, subito dopo il quale Wilson torna con la prima ex moglie; mentre House e Cuddy, dopo un duro litigio, allacciano una relazione in Aiutami.

### Settima stagione
In E adesso? House e Cuddy si chiedono come gestire la loro relazione. Tredici lascia il team per motivi sconosciuti e scompare per circa un anno, fino a quando è House a scoprire che la dottoressa è stata incarcerata dopo aver praticato l'eutanasia su suo fratello, anch'egli affetto dalla malattia di Huntington (Indagine). Per sostituirla il diagnosta è costretto ad assumere Martha Masters, una giovane e brillante studentessa di medicina, che fa la sua ultima apparizione in L'ultima tentazione. House e Cuddy si lasciano nell'episodio Hollywood, Hollywood, quando lui torna a far uso di Vicodin; in Andare avanti un House in collera sfonda la facciata dell'abitazione dell'ex fidanzata con la sua macchina, per poi lasciare il Paese in quanto presumibilmente ricercato dalla polizia.

### Ottava stagione
La serie si apre con l'episodio Venti Vicodin per la vita ambientato nel carcere nel quale House è stato rinchiuso dopo il triste incidente con il quale si era conclusa la stagione precedente. In Il trapianto Foreman premerà per il suo rilascio, consigliando uno stato di libertà vigilata. Le continue bravate di House, però, metteranno in difficoltà Foreman, suo garante legale, come in Rischi di paranoia, dove si scopre essere possessore di un'arma non dichiarata, o in Nessun colpevole, nel quale si viene a conoscenza del motivo per cui House ha sposato una donna dell'Est Europa: farle ottenere la green card. In La parola Cancro, viene svelato che Wilson ha un tumore al timo. Questo elemento accompagnerà la serie fino alla sua conclusione, con grande travaglio per House, che teme di restare solo.

## Episodi
La serie televisiva è composta da otto stagioni, per un totale di 177 episodi, andati in onda tra il 2004 e il 2012; l'8 febbraio 2012 Fox ha annunciato la chiusura della serie. L'ultima stagione è andata in onda in Italia su Canale 5 dal 24 aprile al 3 luglio 2012.
| Stagione         | Episodi | Prima TV USA | Prima TV Italia |
| ---------------- | ------- | ------------ | --------------- |
| Prima stagione   | 22      | 2004-2005    | 2005            |
| Seconda stagione | 24      | 2005-2006    | 2006            |
| Terza stagione   | 24      | 2006-2007    | 2007            |
| Quarta stagione  | 16      | 2007-2008    | 2008            |
| Quinta stagione  | 24      | 2008-2009    | 2009            |
| Sesta stagione   | 22      | 2009-2010    | 2010            |
| Settima stagione | 23      | 2010-2011    | 2011            |
| Ottava stagione  | 22      | 2011-2012    | 2012            |

## Personaggi e interpreti

### Personaggi principali
(Gregory House, Una prova per non morire)
- Gregory House (stagioni 1-8), interpretato da Hugh Laurie, doppiato da Sergio Di Stefano (stagioni 1-6) e da Luca Biagini (stagioni 7-8).[9]
Primario del reparto di medicina diagnostica, è specializzato in nefrologia e infettivologia. Si presenta con un atteggiamento burbero, menefreghista, pigro nei confronti dei suoi colleghi e dei suoi pazienti, giustificando parzialmente i suoi atteggiamenti per via di una menomazione della gamba destra che gli impedisce di camminare correttamente, dovuta a un infarto che gli ha causato la perdita di una percentuale del muscolo del quadricipite e una necrosi dei tessuti nervosi che risfocia in un dolore cronico. Combatte questo dolore con un potente analgesico a base oppiacea, il Vicodin, al quale ormai è completamente assuefatto. Anche se nell'essenza è comunque un individuo coscienzioso ed estremamente sensibile, non ama visitare i suoi pazienti, lo fa solo se costretto dalle situazioni, giustificando il suo comportamento con le celebri frasi: "Tutti mentono", e "Io non curo i pazienti, curo le malattie".
- Lisa Cuddy (stagioni 1-7), interpretata da Lisa Edelstein, doppiata da Roberta Pellini.[9][10]
Direttrice sanitaria dell'ospedale, specializzata in endocrinologia, che pratica ormai raramente, preferendo la parte amministrativa. È il capo di House ed è anche l'unica che riesca a tenergli testa nelle discussioni. Deve spesso vedersela con le sue battute sessiste e con la sua logica.
- James Evan Wilson (stagioni 1-8), interpretato da Robert Sean Leonard, doppiato da Roberto Certomà.[9]
Primario del reparto di oncologia, è l'unico amico del dottor House. La sua dedizione al lavoro lo ha portato a trascurare la moglie per l'ospedale. Divorziato tre volte, ha avuto una relazione extraconiugale con una paziente in fin di vita.
- Eric Foreman (stagioni 1-8), interpretato da Omar Epps, doppiato da Tony Sansone.[9]
Specializzato in neurologia, la sua ambizione è essere un medico stimato, ma assomiglia sempre più a House.
- Robert Chase (stagioni 1-8), interpretato da Jesse Spencer, doppiato da Stefano Crescentini.[9]
Specializzato in terapia intensiva, è figlio di un reumatologo molto stimato, con cui tuttavia non va d'accordo, in quanto lo ritiene responsabile della morte della madre, a causa della sua vita fedifraga. Si sente in dovere di dimostrare di aver ottenuto il posto per bravura e non per pressione del padre: questo suo carattere lo porta a tradire House in più occasioni. Chase ha avuto una lunga relazione con la dottoressa Allison Cameron: i due si sposeranno, ma divorzieranno poco dopo.
- Allison Cameron (stagioni 1-6, guest 8), interpretata da Jennifer Morrison, doppiata da Emanuela D'Amico.[9]
Specializzata in immunologia, è vedova di un malato di cancro, che aveva sposato per supportarlo nel dolore della malattia di cui sarebbe presto morto. Cameron ha avuto una relazione con il collega Robert Chase. I due si sposeranno, ma finiranno con il divorziare. Il dottor Chase e la dottoressa Cameron hanno fatto parte della squadra del dottor House nel reparto di medicina diagnostica fino alla terza stagione. Nella quarta stagione viene stravolto il cast delle tre precedenti stagioni introducendo i seguenti personaggi:
- Chris Taub (stagioni 4-8), interpretato da Peter Jacobson, doppiato da Gaetano Varcasia.[9]
Medico ebreo di esperienza specializzato in chirurgia plastica, che ha abbandonato il lavoro da chirurgo per evitare che i suoi colleghi rivelassero alla moglie il suo tradimento con un'infermiera.
- Remy "Tredici" Hadley (stagioni 4-8), interpretata da Olivia Wilde, doppiata da Laura Lenghi.[9]
Soprannominata "Tredici" per il numero che portava al collo durante la selezione del personale, per molto tempo non viene rivelato nulla di lei, nemmeno il nome; è specializzata in medicina interna; House scopre che potrebbe avere la malattia di Huntington, malattia genetica che uccise la madre.
- Lawrence Kutner (stagioni 4-5, guest 8), interpretato da Kal Penn, doppiato da Luigi Ferraro.[9]
Giovane medico di origine indiana specializzato in medicina sportiva e riabilitativa. Come il suo nuovo capo, è disposto a tutto pur di arrivare a una diagnosi.

### Guest star

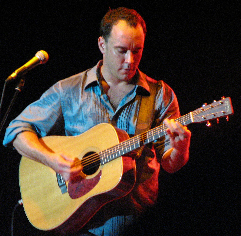
Il cantante Dave Matthews è apparso nell'episodio Mezzo genio

Sono molte le guest star che hanno preso parte alla serie, tra cui:
- Bryan Singer, regista di film come X-Men, X-Men 2, I soliti sospetti, nonché produttore della serie e regista dei primi episodi, compare in un cameo all'inizio dell'episodio della prima stagione Una vita per un'altra vita, nei panni probabilmente di sé stesso: una stella del baseball sta promuovendo una campagna contro l'uso di stupefacenti, e dietro la cinepresa si scorge proprio il volto di Bryan Singer, che interrompe la registrazione per redarguire l'attore. In una scena seguente, la moglie del giocatore si avvicina al marito e per un attimo si scorge la sedia del regista con il suo nome scritto sopra, inoltre la donna lo saluta proprio chiamandolo Bryan.[11]
- Nel penultimo episodio della prima stagione Il caso House compare Carmen Electra, modella, attrice e personaggio televisivo statunitense, nelle vesti di una paziente immaginaria durante due casi clinici che House descrive agli studenti di medicina nel corso di una supplenza.[12]
- Nel dodicesimo episodio della terza stagione Giorno nuovo... stanza nuova, Katheryn Winnick interpreta il ruolo della paziente.
- Nell'episodio della terza stagione Mezzo genio il ruolo del paziente è interpretato dal noto cantante statunitense Dave Matthews, leader della band fusion Dave Matthews Band.[13]
- Negli episodi della quarta stagione La testa di House e Il cuore di Wilson compare il cantante della band nu metal dei Limp Bizkit, Fred Durst.[14]
- Nell'episodio della sesta stagione Isolamento compare l'attore David Strathairn, candidato all'Oscar al miglior attore nel 2006 per il film Good Night, and Good Luck.[15]

## Produzione

### Ideazione
Nel 2004, i creatori David Shore e Paul Attanasio, insieme a Katie Jacobs, moglie di quest'ultimo, hanno proposto la serie (ancora senza titolo) alla Fox come un CSI della medicina, un giallo ospedaliero in cui i dottori investigano sui sintomi e sulle relative cause. Attanasio, per creare questa serie drammatica ospedaliera, è stato ispirato dalla rubrica Diagnosi del The New York Times Magazine. La Fox comprò la serie, ma l'allora presidente dell'emittente televisiva, Gail Berman, avvertì il team di produzione: «Voglio una serie medica, ma non voglio vedere camici bianchi che passeggino per il corridoio». Jacobs ha detto che questa condizione è stata una delle tante che hanno portato all'ideazione del personaggio principale.

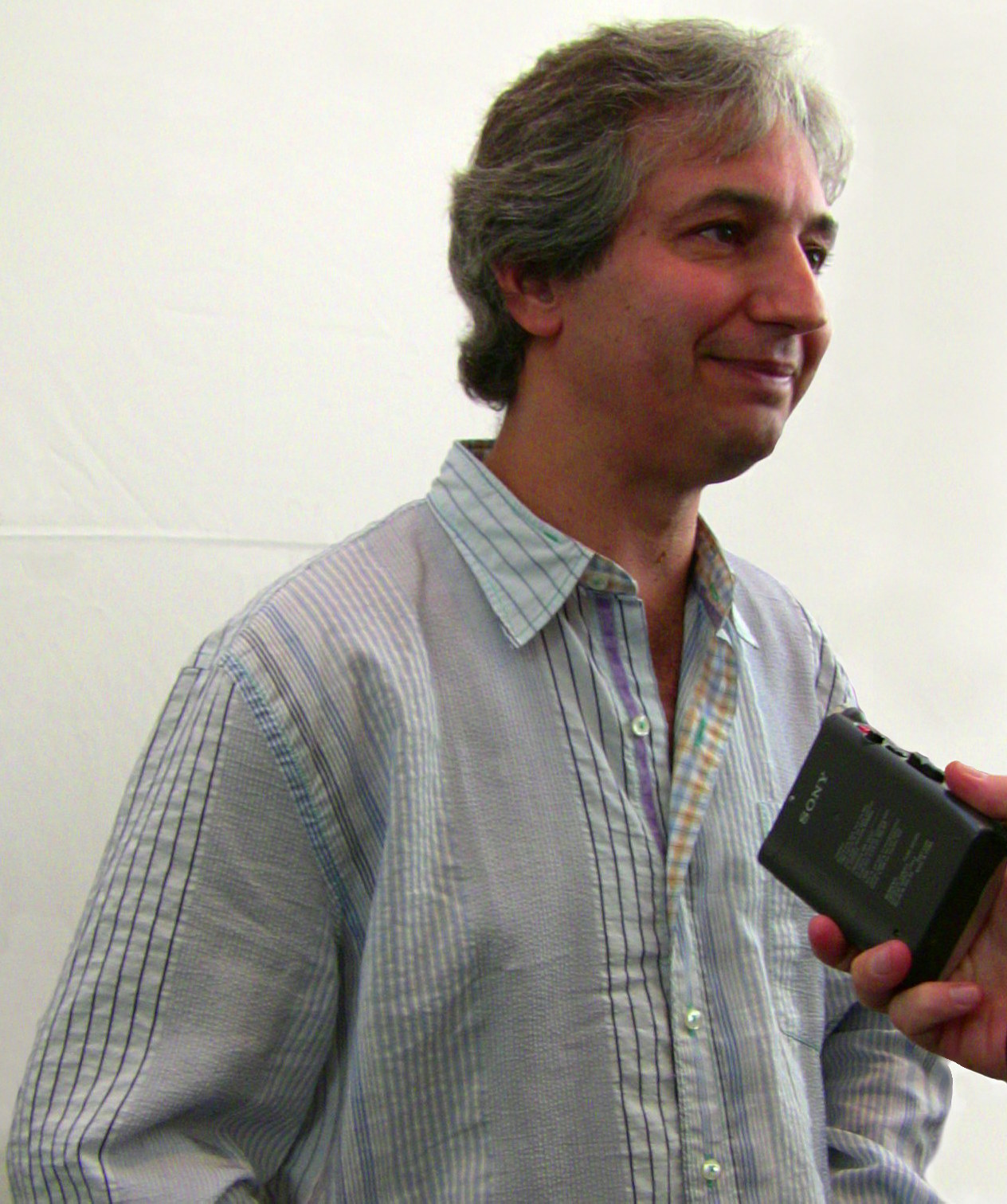
David Shore, creatore e show runner della serie

Dopo che la Fox accolse la serie, essa assunse il titolo di lavorazione Chasing Zebras, Circling the Drain (A caccia di zebre, in vita appesi a un filo); zebra nello slang medico corrisponde a una diagnosi inusuale od oscura. L'iniziale premessa della serie era quella di una squadra di medici che lavorano insieme per cercare di «diagnosticare l'indiagnosticabile». David Shore riteneva importante che ci fosse un interessante personaggio principale, qualcuno in grado di esaminare le caratteristiche personali dei pazienti e diagnosticare le loro malattie scoprendo i loro segreti e le loro bugie. Come Shore e il team creativo esaminavano le possibilità del personaggio, la serie diventava meno procedurale e più incentrata sul protagonista. Il personaggio fu chiamato House e diede il nome alla serie stessa. Shore ha in seguito sviluppato i vari personaggi e i loro caratteri e ha scritto la sceneggiatura dell'episodio pilota. Bryan Singer, che ha diretto l'episodio pilota e ha avuto un ruolo principale nel casting, ha detto che «il titolo dell'episodio pilota sarebbe stato Everybody Lies (Tutti mentono) ed è questa la premessa della serie». Shore ha affermato che i casi clinici dei primi episodi sono ispirati al lavoro di Berton Roueché, uno scrittore del The New Yorker fra il 1944 e il 1994 che si era specializzato nelle caratteristiche di casi medici insoliti.
Shore ha tratto in parte il concetto del personaggio principale da una sua esperienza di paziente in un ospedale universitario. Egli aveva preso un appuntamento per un dolore all'anca ma, arrivato in ospedale, il dolore era scomparso: «Sapevo che, non appena avessi lasciato la stanza, essi mi avrebbero inesorabilmente deriso e pensai che sarebbe stato interessante vedere un personaggio che lo facesse in realtà prima che lasciassero la stanza».
Un aspetto centrale nella premessa dello spettacolo era che il personaggio principale avrebbe dovuto avere una qualche disabilità. Inizialmente si era pensato di costringerlo sulla sedia a rotelle, ma la Fox scartò l'idea. Jacobs in seguito espresse la sua gratitudine per l'insistenza della Fox che portò a ripensare il personaggio, in quanto riportarlo sui propri piedi gli fornì un'importante e più ampia presenza fisica. Gli sceneggiatori decisero infine di rendere il dottore zoppo per una diagnosi scorretta: egli avrebbe camminato con l'aiuto di un bastone e sarebbe stato dipendente da narcotici a causa del dolore alla gamba. Il copione iniziale prevedeva un protagonista di 34 anni, ma Shore affermò che un Brad Pitt medico sarebbe risultato poco credibile.

### Produttori

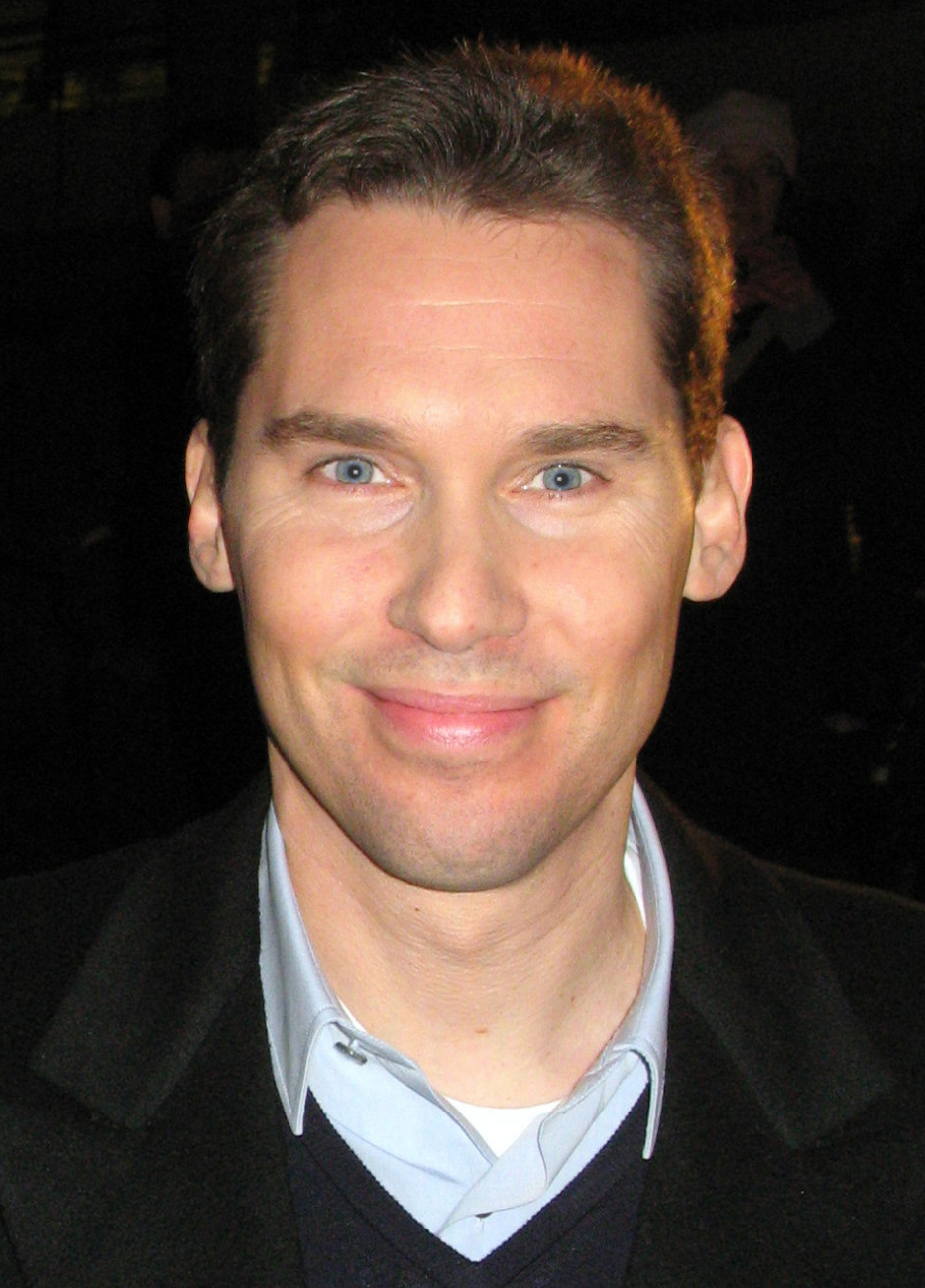
Bryan Singer, produttore esecutivo della serie, ha diretto l'episodio pilota e il terzo episodio

Dr. House è co-prodotto dalla Heel and Toe Films, Shore Z Productions, e dalla Bad Hat Harry Productions in associazione con Universal Media Studios per l'emittente televisiva statunitense Fox. Paul Attanasio e Katie Jacobs, a capo della Heel and Toe Films; David Shore, a capo della Shore Z Productions, e Bryan Singer, a capo della Bad Hat Harry Productions, sono stati produttori esecutivi della serie sin dalla sua concezione. Lawrence Kaplow, Peter Blake, e Thomas L. Moran sono entrati a fare parte dello staff come sceneggiatori all'inizio della prima stagione, dopo l'episodio pilota. Gli sceneggiatori Doris Egan, Sara Hess, Russel Friend e Garrett Lerner sono entrati a fare parte dello staff dalla seconda stagione. A Friend e Lerner, che sono partner di affari, era stato offerto un posto al lancio della serie, ma l'avevano rifiutato. Dopo aver osservato il successo della serie, hanno accettato quando Jacobs ripropose loro il lavoro l'anno successivo. Dall'inizio della quarta stagione Moran, Friend e Lerner sono diventati anche produttori esecutivi, unendosi ad Attanasio, Jacobs, Shore e Singer. Hugh Laurie è stato produttore esecutivo di due episodi, il secondo e il terzo della quinta stagione (Non è cancro ed Eventi avversi).
Shore è lo showrunner di Dr. House. Alla fine della quinta stagione, 24 sceneggiatori hanno contribuito al programma. I più prolifici sono stati Kaplow (16 episodi), Shore (14), Blake (13), Moran (12), Friend (11), Lerner (11) ed Egan (10).
Deran Sarafian ha diretto 22 episodi alla fine della quinta stagione. Fra più di tre dozzine di altri registi che hanno lavorato alla serie, solo Greg Yaitanes ha diretto dieci episodi.
Elan Soltes è stato il supervisore agli effetti speciali dall'inizio della serie. Lisa Sanders, un'assistente clinica, professoressa alla Yale School of Medicine, è il supervisore tecnico della serie. Ella è la scrittrice della rubrica Diagnosi che ha ispirato la premessa della serie. Secondo Shore, «tre differenti dottori [...] controllano tutto ciò che facciamo». Bobbin Bergstrom, una vera infermiera, è il supervisore medico del programma ed è apparsa sul set, nel ruolo di infermiera, in 97 episodi.

### Casting

#### Il protagonista

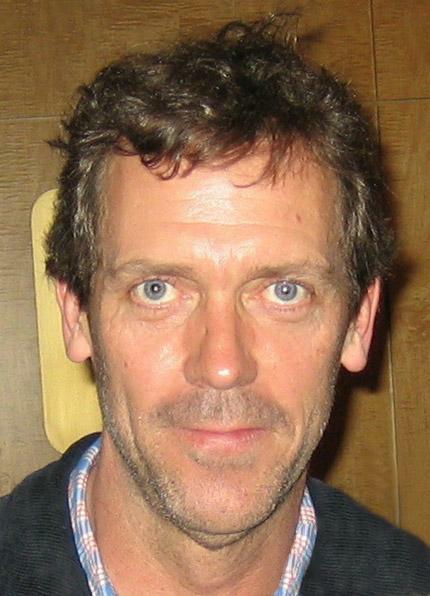
Hugh Laurie interpreta Gregory House

All'inizio, i produttori cercavano qualcuno che incarnasse «la quintessenza dell'americano» per recitare nel ruolo di Gregory House. In particolare, Bryan Singer era convinto che il ruolo non potesse essere interpretato da qualcuno non statunitense. Durante il casting, l'attore Hugh Laurie era in Namibia per recitare nel film Il volo della fenice. Registrò l'audizione in un bagno dell'albergo in cui alloggiava, l'unico posto con un'illuminazione sufficiente e si scusò per il proprio aspetto (Singer lo paragonò a un «video di Bin Laden»). Laurie improvvisò, usando un ombrello come bastone. Singer fu molto impressionato dalla sua recitazione e commentò come l'«attore americano» fosse stato in grado di cogliere il personaggio. Singer non era a conoscenza del fatto che Laurie fosse inglese, a causa del suo convincente accento americano. Laurie in seguito attribuì l'accento a «una gioventù sprecata a guardare troppa TV e troppi film». Sebbene attori più famosi, come Denis Leary, Rob Morrow e Patrick Dempsey, fossero stati considerati per il ruolo, Shore, Jacobs e Attanasio furono impressionati allo stesso modo di Bryan Singer dall'audizione di Laurie e lo scelsero per il ruolo.
In seguito Laurie ha rivelato che, finché non ebbe letto l'intero copione dell'episodio pilota, pensava che il personaggio principale della serie sarebbe stato il dottor James Wilson e di dover interpretare un personaggio secondario. Hugh Laurie, figlio del dottore Ran Laurie, ha affermato di sentirsi colpevole per «essere pagato di più per diventare una versione falsa del proprio padre». Dall'inizio della terza stagione venne pagato attorno ai 300 000 dollari per episodio; dall'inizio della quinta stagione la quota lievitò, arrivando a 400 000 dollari, rendendolo uno degli attori televisivi più pagati.

#### I co-protagonisti
Robert Sean Leonard ricevette il copione per le serie televisive Numb3rs e Dr. House. Inizialmente decise di fare l'audizione per Numb3rs, che gli piaceva di più, ma vide che il personaggio che avrebbe dovuto interpretare, Charlie Eppes, era presente in troppe scene; in seguito ha affermato che «Meno è il lavoro, più io sono felice». Dopo aver fatto l'audizione per Dr. House, Robert aveva avuto l'impressione che questa non fosse andata molto bene, ma la sua lunga amicizia con Singer lo aiutò a ottenere la parte del dottor James Wilson.
A Singer piacque la recitazione di Lisa Edelstein nel ruolo di una prostituta in West Wing - Tutti gli uomini del Presidente e le spedì una copia del copione dell'episodio pilota. Edelstein fu attratta dalla qualità della sceneggiatura e dai «dialoghi scattanti» del suo personaggio con House: accettò così il ruolo della direttrice Lisa Cuddy.

#### La prima squadra
Il manager dell'attore australiano Jesse Spencer gli consigliò di partecipare all'audizione per il ruolo del dottor Robert Chase. Inizialmente l'attore credeva che la serie fosse simile a General Hospital, ma cambiò idea dopo aver letto il copione. Dopo essere stato scelto per la parte, Spencer persuase i produttori della serie a rendere il suo personaggio australiano. Anche Patrick Dempsey fece l'audizione per il ruolo di Chase; in seguito egli divenne noto per la sua interpretazione del dottor Derek Shepherd, di Grey's Anatomy.
Omar Epps, che interpreta il dottor Eric Foreman, è stato ispirato dalla sua precedente interpretazione del dottor Dennis Gant nella serie televisiva drammatica ospedaliera E.R. - Medici in prima linea, della NBC.
Jennifer Morrison trovava che la sua audizione per la parte della dottoressa Allison Cameron fosse stata un completo disastro. Tuttavia Bryan Singer, che prima del provino aveva esaminato alcune delle sue precedenti interpretazioni, tra cui quella di Dawson's Creek, era già intenzionato a sceglierla per il ruolo.

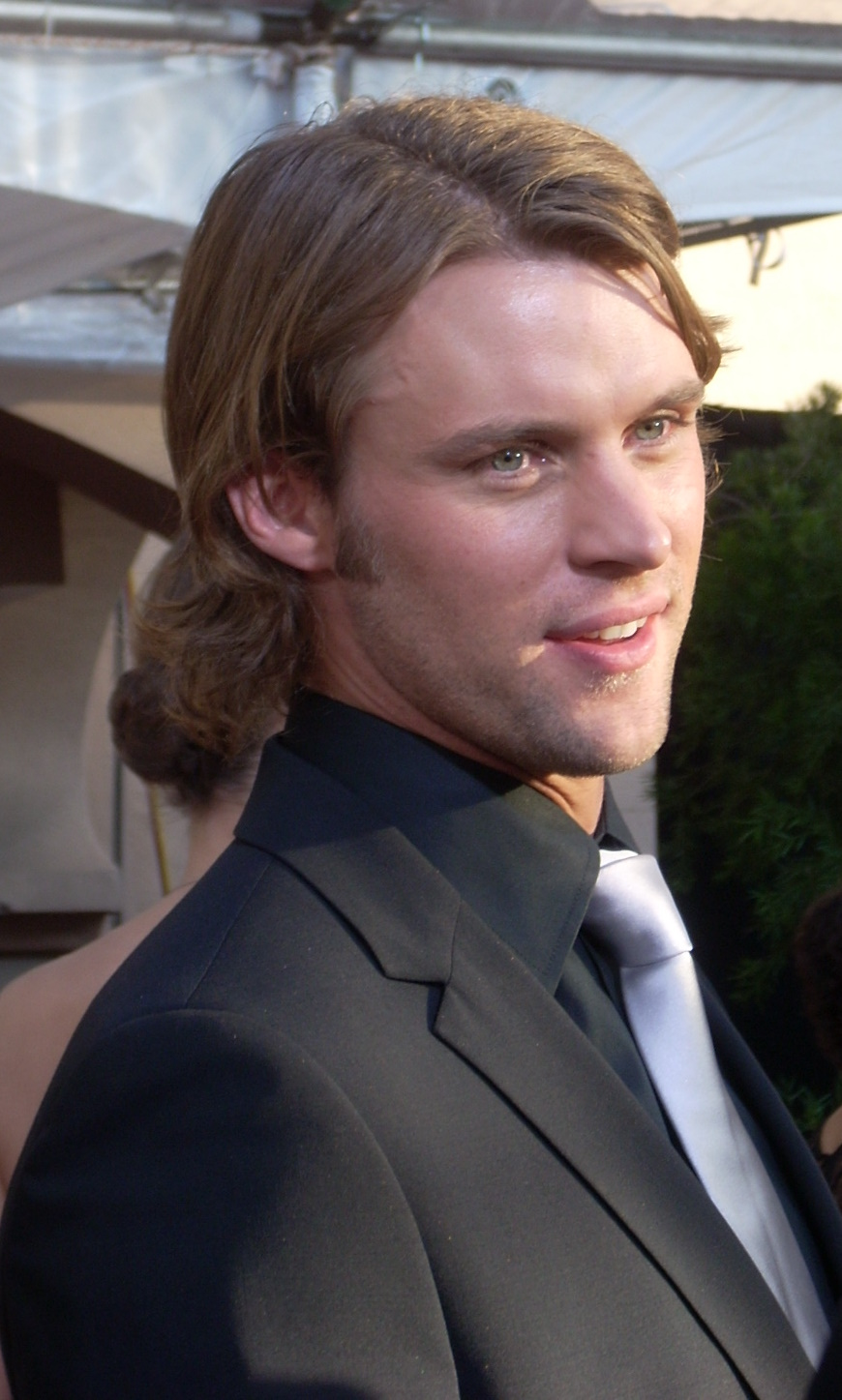
Jesse Spencer interpreta Robert Chase
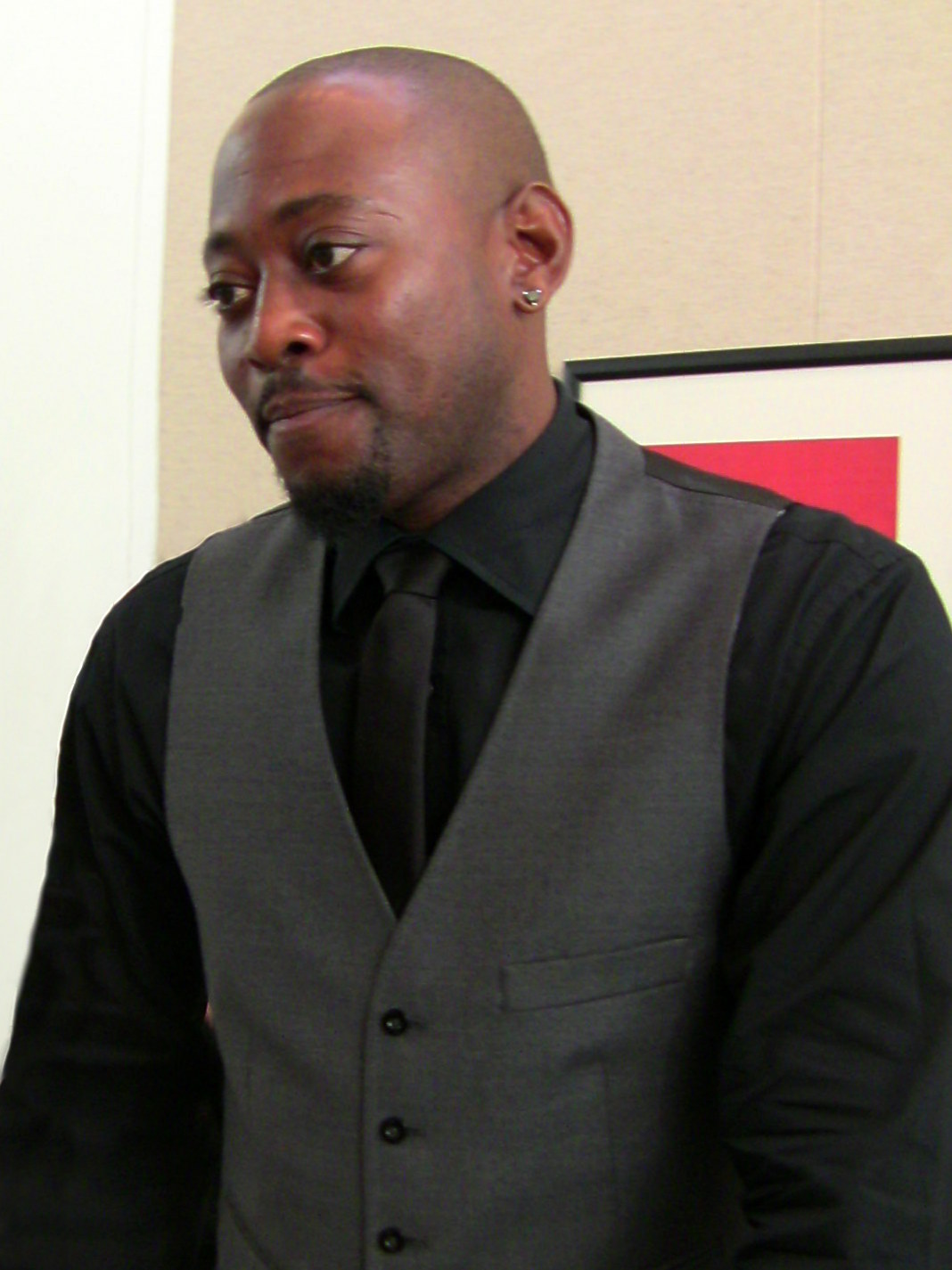
Omar Epps interpreta Eric Foreman
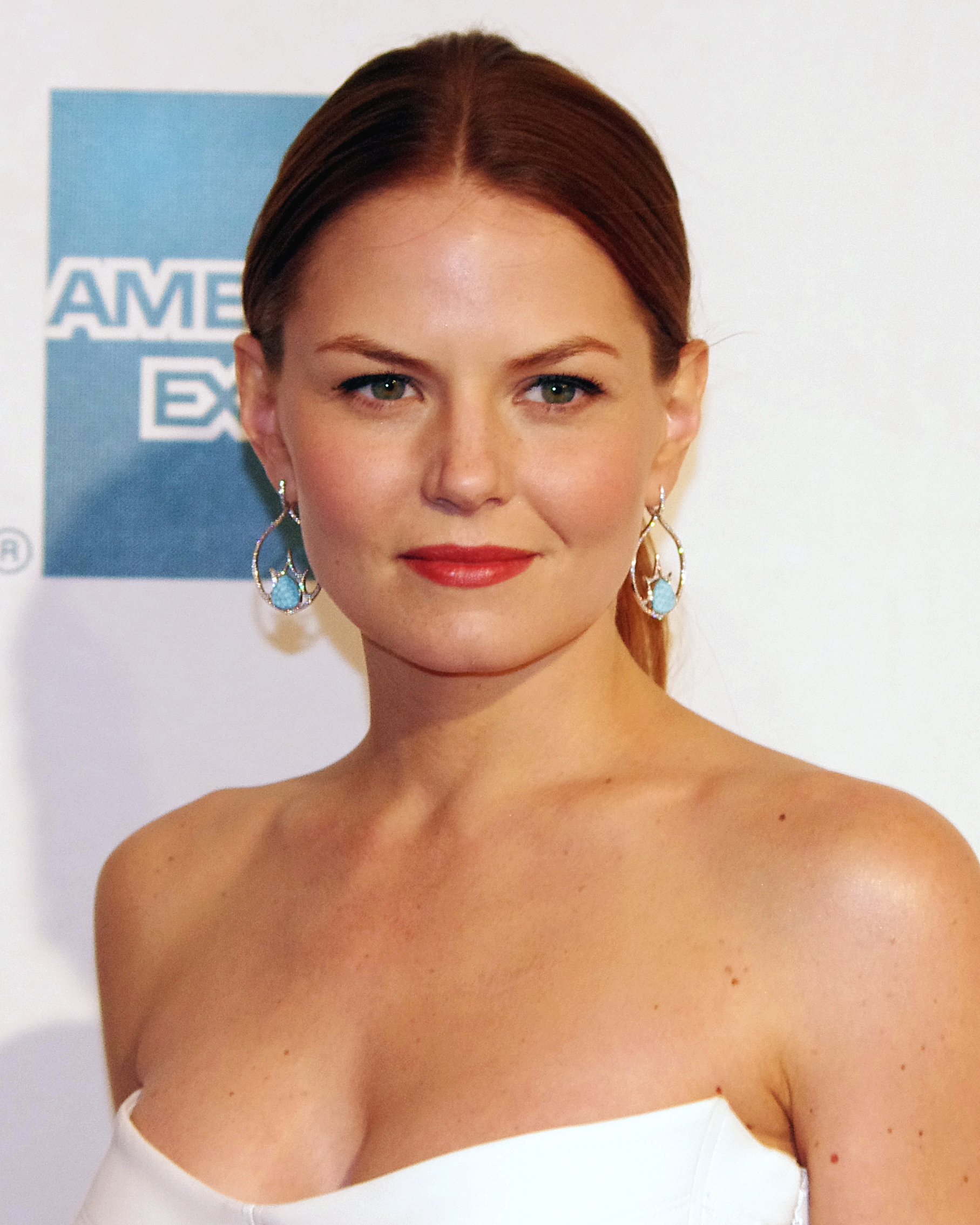
Jennifer Morrison interpreta Allison Cameron

#### La seconda squadra
Alla fine della terza stagione, in Errore umano, House licenzia Chase, mentre Cameron e Foreman si dimettono. House deve così assumere una nuova squadra diagnostica: inizialmente riunisce quaranta candidati, ma, nel corso degli episodi, li licenzia a poco a poco; i nuovi attori scelti non erano molto conosciuti, perché, secondo David Shore, «se ci fossero stati trentasette sconosciuti e tre volti noti, si sarebbe capito subito chi sarebbe stato assunto». Inizialmente si pensava di assumere due nuovi attori, da unire a Omar Epps, che sarebbe stato reintegrato, ma in seguito i nuovi attori divennero tre (comunque, anche Jesse Spencer e Jennifer Morrison sono rimasti nel cast, anche se i loro personaggi hanno cambiato ruolo).
Esclusi i primi due, veniva scartato un solo candidato per episodio: così, né gli attori né i produttori sapevano chi sarebbe rimasto e si è creata una situazione simile a quella descritta nella serie. Nell'episodio Giochi House termina le selezioni e assume la propria squadra: oltre a Foreman ci sono Chris Taub (Peter Jacobson), Lawrence Kutner (Kal Penn) e Remy "Tredici" Hadley (Olivia Wilde).
I candidati esclusi non sono ritornati nella serie, eccetto Amber Volakis (Anne Dudek), che è rimasta per il resto della stagione come compagna di Wilson e nella quinta e ottava stagione come allucinazione di House. Katie Jacobs ha dichiarato che gli attori venivano selezionati in base a un unico tipo di audizione, incominciata con la serie: gli sceneggiatori votavano su chi tenere, basandosi sui propri personaggi preferiti. Alla fine della quinta stagione Kal Penn ha lasciato la serie per un incarico politico presso la Casa Bianca.

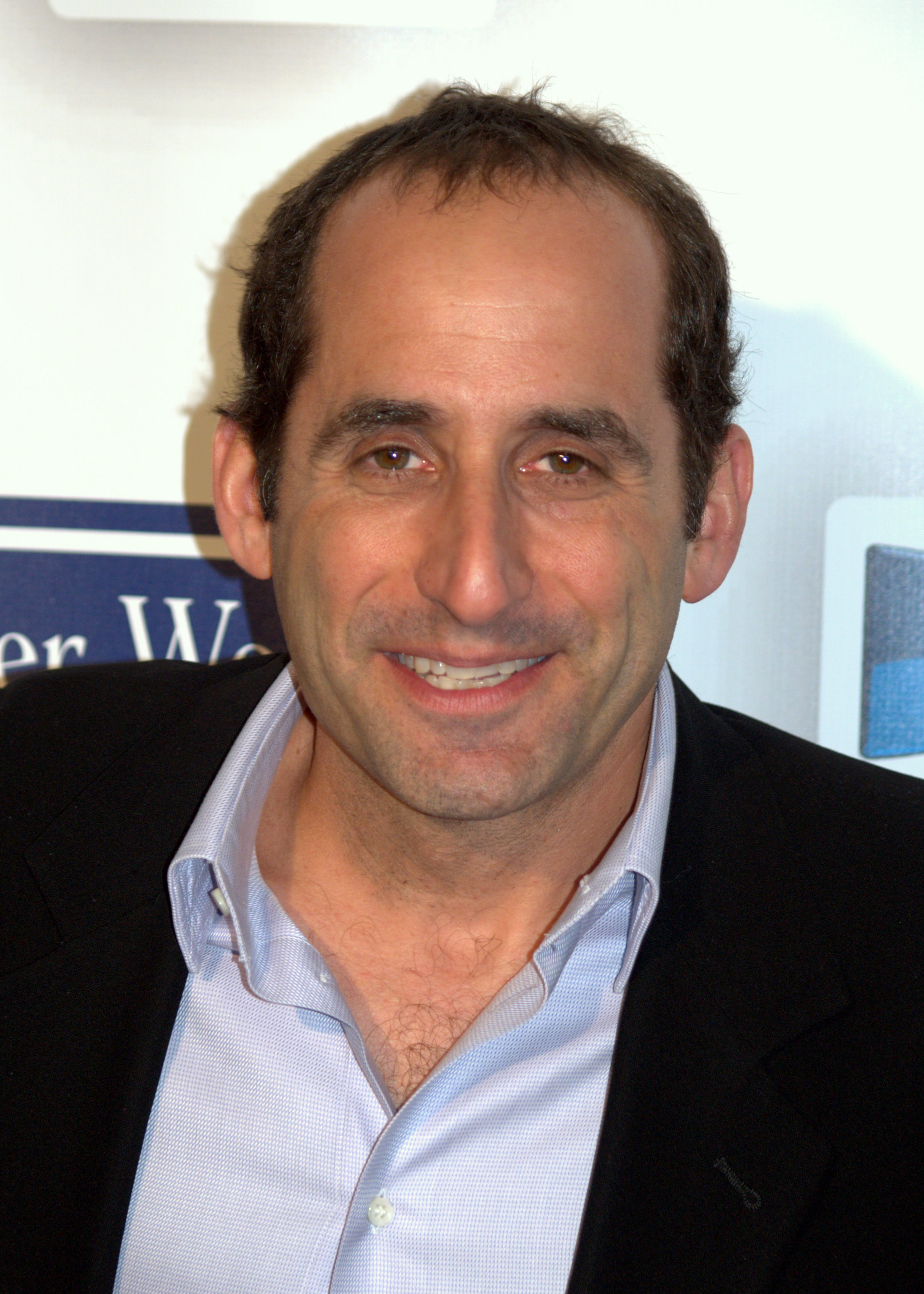
Peter Jacobson interpreta Chris Taub
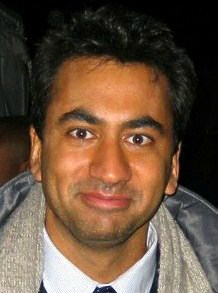
Kal Penn interpreta Lawrence Kutner
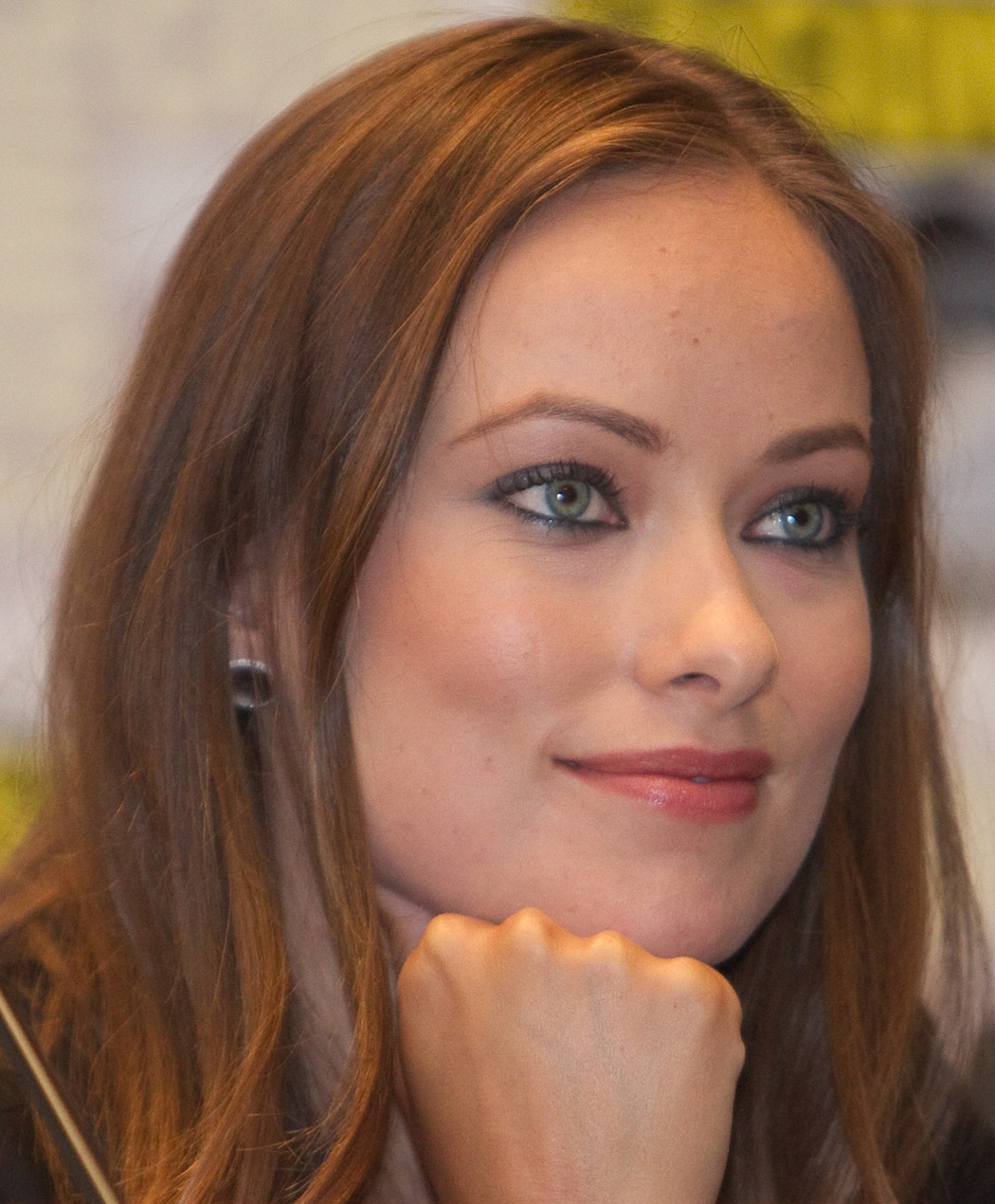
Olivia Wilde interpreta Remy Beauregard "Tredici" Hadley

#### Altri dottori assunti
All'inizio della sesta stagione dopo essere tornato dall'ospedale psichiatrico, House ha bisogno di una nuova squadra che sarà composta da Chase, Foreman, Taub e Tredici.
Nell'ottava stagione dopo essere stato in prigione e, dopo che Foreman è diventato il capo dell'ospedale, House viene riassunto e gli viene assegnata una sola assistente: Chi Park. Dopo aver trovato i soldi House assume Jessica Adams, e riassume Chase e Taub.

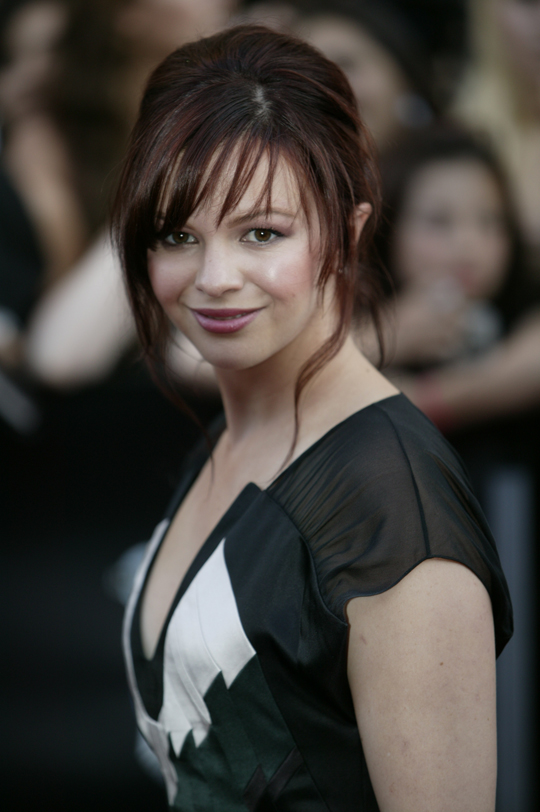
Amber Tamblyn interpreta Martha Masters
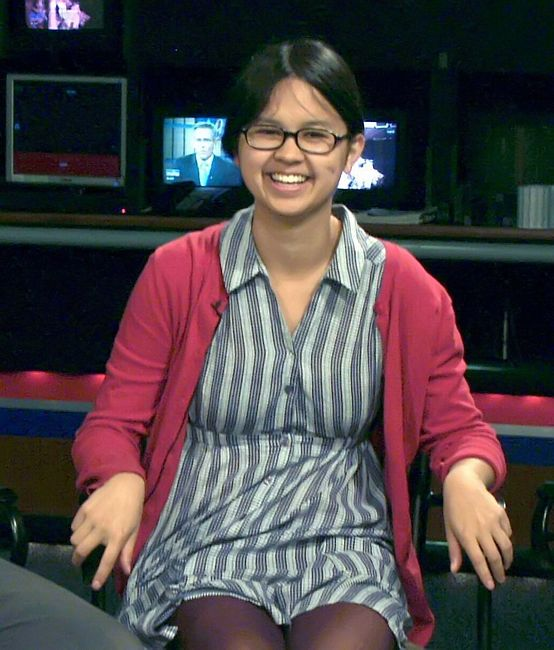
Charlyne Yi interpreta Chi Park
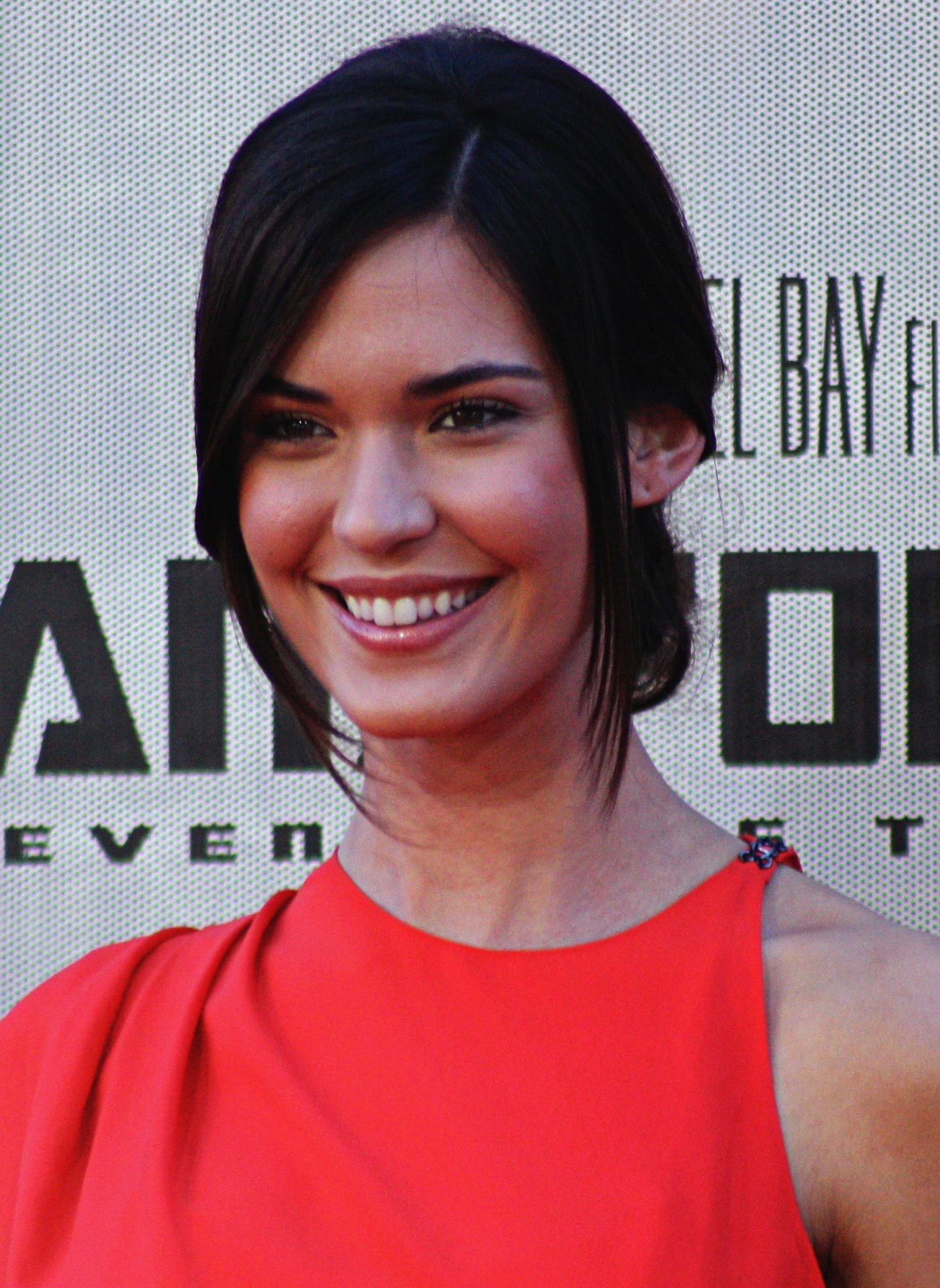
Odette Yustman interpreta Jessica Adams

#### I personaggi secondari
Il personaggio di Edward Vogler fu creato per un "ordine" della Fox ai produttori della serie: Gail Berman, allora a capo dell'emittente minacciò David Shore, dopo aver contattato Jeff Zucker, presidente della NBC Universal (la cui casa produttrice Universal Media Studios è la principale delle quattro che produce la serie), di tagliare sei episodi della serie se non avesse introdotto un antagonista. Shore inizialmente rifiutò l'idea, ma poi accettò per salvare la serie: durante l'arco di episodi con questo personaggio, tuttavia, l'ascolto televisivo diminuì, per cui venne eliminato presto. Riguardo al personaggio di Vogler, Shore ha affermato: «Noi vogliamo qualcuno che possa veramente scontrarsi con lui [con House], qualcuno che possa veramente imporsi emotivamente, fisicamente e psicologicamente come lui e possa tenergli testa». «Chi McBride è così maestoso. È letteralmente una persona che si impone psicologicamente».
Per il ruolo di Stacy Warner, David Shore ha spiegato di volere Sela Ward perché è stata la prima persona a cui si avvicinò lo staff di sceneggiatori della serie, aggiungendo che ella recita in un modo «semplice e convincente». Inizialmente, Sela Ward non era interessata al ruolo perché, dopo la cancellazione di Ancora una volta, aveva intenzione di passare più tempo con i propri figli, motivo per cui aveva scartato le precedenti offerte di CSI: Miami e Desperate Housewives; comunque cambiò idea dopo aver visto la serie, perché pensò che «sarebbe stato divertente farne parte».
David Morse non aveva molta familiarità con la serie: dopo averne visti alcuni episodi, rimase stupito del fatto che avesse un ascolto così alto con un «tale idiota» come protagonista. Quando l'attore comunicò ad alcuni amici di vecchia data l'offerta di lavoro come attore per la serie nel ruolo dell'investigatore Michael Tritter, la loro reazione entusiasta lo spinse ad accettare. Katie Jacobs, produttrice esecutiva del programma, è stata impressionata dall'interpretazione di Morse. Nel 2006, in un'intervista con TV Guide, l'attore ha detto di aver discusso con gli sceneggiatori per un eventuale ritorno del suo personaggio, ma era «praticamente impossibile» che questi tornasse in una delle stagioni successive.

## Ispirazioni letterarie

### Ispirazione letteraria da Sherlock Holmes

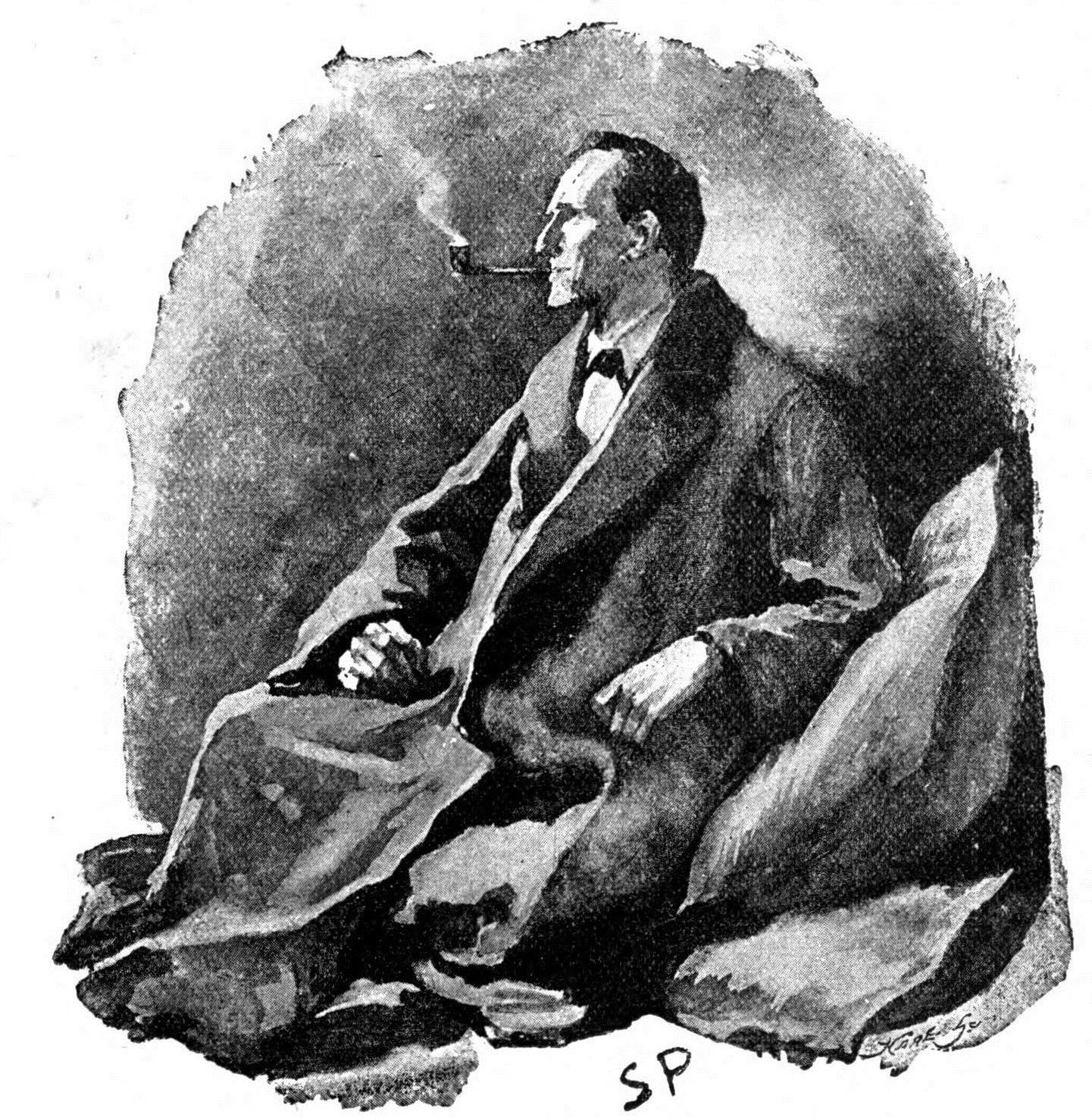
Sherlock Holmes è servito come ispirazione per la serie

Le similitudini tra Gregory House e il famoso detective immaginario Sherlock Holmes appaiono nel corso della serie; Shore ha spiegato di essere sempre stato un fan di Sherlock Holmes e di ritenere uniche le caratteristiche del personaggio, l'indifferenza che ha nei confronti dei suoi clienti. La somiglianza è evidente in vari elementi della trama della serie.
Infatti gli approcci poco ortodossi che House usa per fare le diagnosi, cure estreme e una prode psicologia e razionalità nel risolvere i casi, così come la sua riluttanza nell'accettare i casi che non lo interessano, sono stati più volte causa di conflitto tra lui e i suoi colleghi. Il medico mostra anche carente simpatia per i suoi pazienti e non li va quasi mai a visitare, una pratica che gli permette di avere maggior tempo a disposizione per risolvere enigmi patologici.
Grande parte della trama è incentrata sull'uso di Vicodin da parte di House, per gestire un dolore originato da un infarto avvenuto molti anni prima al suo muscolo retto del quadricipite femorale, un infortunio che lo costringe a camminare col bastone. Nonostante i suoi colleghi, i dottori James Wilson e Lisa Cuddy, lo abbiano incoraggiato ad andare in riabilitazione varie volte, finora nessun tentativo ha avuto successo. Questa dipendenza è una delle molte somiglianze con Sherlock Holmes, che era dipendente dalla cocaina. Entrambi inoltre sperimentano altre droghe, come la morfina.
È interessante sapere che la creazione del personaggio del famoso detective fu a sua volta ispirata da un dottore che Arthur Conan Doyle conobbe all'ospedale di Edimburgo dove era andato dopo aver ottenuto il master in chirurgia. Questo medico chirurgo scozzese, Joseph Bell, di cui Doyle divenne anche assistente per un breve periodo, era un medico freddo e brillante, che utilizzava nel suo lavoro un metodo scientifico e grandi abilità deduttive attraverso l'osservazione, tanto che, come descrive Doyle stesso, esaminando uno sconosciuto riusciva a indovinarne, in base all'aspetto, l'occupazione e le recenti attività. Perciò il personaggio di House può essere visto come l'idea che chiude il cerchio di Sherlock Holmes.

### Somiglianze con altri personaggi letterari

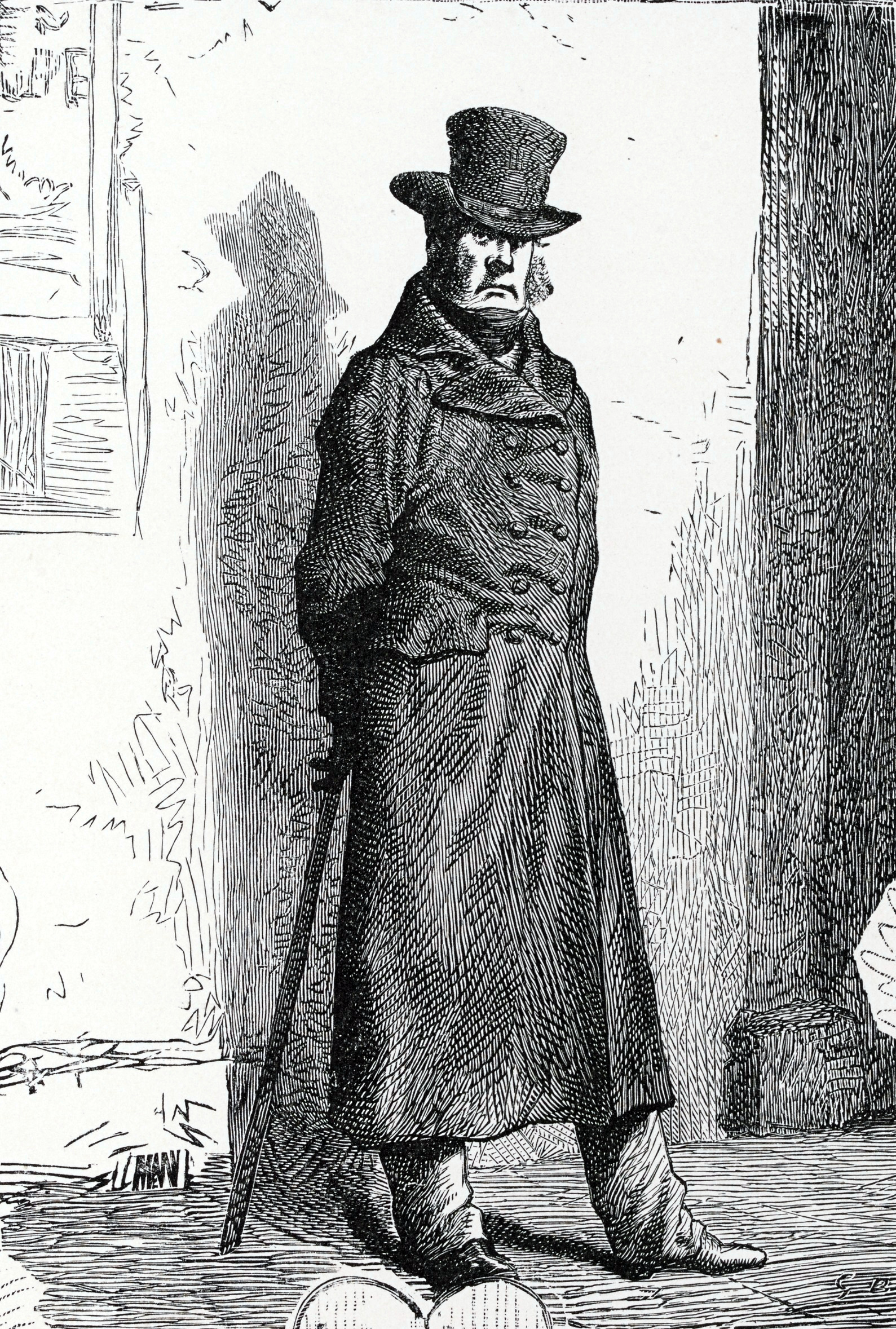
L'investigatore Michael Tritter è stato paragonato all'ispettore Javert

- Il detective Auguste Dupin, creato da Edgar Allan Poe, viene considerato simile per certi aspetti a House in quanto anche lui risolve casi senza rapporti diretti (alcuni senza uscire di casa, come in Il mistero di Marie Roget), come House, che intuisce diagnosi senza visitare i pazienti.[20][67]
- In Tutto per tutto House si paragona al capitano Achab, in quanto entrambi hanno un'ossessione e sono disposti a tutto pur di venirne a capo: così come House non è sicuro della diagnosi di un caso di molti anni prima, Achab ha dato la caccia per tutti i mari a Moby Dick.[67]
- Il personaggio di Michael Tritter è stato paragonato a quello dell'ispettore Javert de I miserabili: Tritter si accanisce contro House per umiliarlo e degradarlo, Javert fa della cattura di Jean Valjean uno scopo di vita.[68][69]

## Ambientazione
La maggior parte delle vicende della serie televisiva si svolge all'interno del fittizio Princeton-Plainsboro Teaching Hospital, ospedale universitario di Princeton, nel New Jersey.
Vi sono tuttavia ulteriori scene in luoghi diversi: la parte iniziale di ogni episodio è ambientata solitamente nel luogo dove il futuro paziente incomincia a sentirsi male. Inoltre vi sono state diverse scene nel parco e nel parcheggio dell'ospedale, a casa di House, di Wilson e di altri personaggi (Cuddy, Foreman, Kutner, Taub). Quasi in ogni episodio è presente una scena ambientata nella casa del paziente, che i medici della squadra di House, sotto comando di quest'ultimo, devono perquisire per procurarsi notizie di rilevanza medica sul paziente. Talvolta, seppur più raramente, i personaggi si ritrovano in negozi, pub, ristoranti.
La sesta stagione della serie ha invece inizio nel fittizio ospedale psichiatrico Mayfield Psychiatric Hospital, nel quale House viene ricoverato al termine dell'ultimo episodio della quinta stagione, Ora ambedue le parti.

### Regia

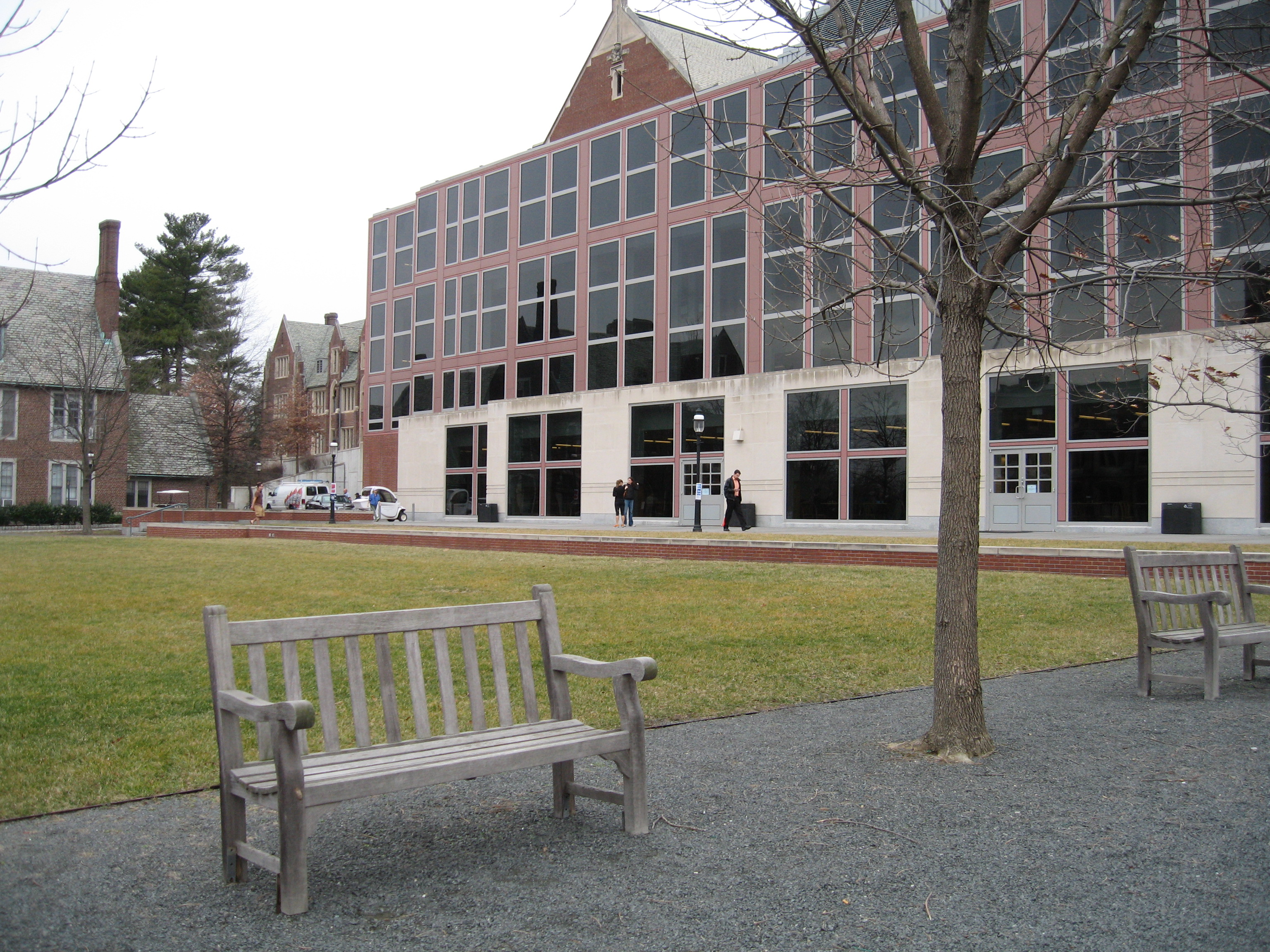
Il Frist Campus Center è la fonte delle riprese aeree del PPTH

Dr. House è spesso filmato usando il metodo walk and talk, tecnica di ripresa usata anche in molte altre serie televisive, da E.R. - Medici in prima linea a West Wing - Tutti gli uomini del Presidente. La tecnica consiste nell'uso di una carrellata per le riprese, mostrando due o più personaggi camminare mentre parlano. La produttrice esecutiva Katie Jacobs ha affermato che questa tecnica viene usata spesso perché «inserire una scena in movimento è un... modo per creare urgenza e intensità»; ella ha inoltre fatto notare «il fatto che Hugh Laurie sia alto 1,89 m, più di tutti gli altri, perché ciò rende certamente i dialoghi a piedi più scoppiettanti».
Nancy Franklin del The New Yorker ha descritto la serie come «eccezionale, con effetti speciali delle viscere dei pazienti come quelli di Viaggio allucinante: «Scommetto che non sai che quando i tuoi reni collassano fanno un suono simile a quello della plastica a bolle che scoppietta». «Cineprese ed effetti speciali non viaggiano solo verso la gola» del paziente, ha osservato un altro critico, «ma dal naso sino dentro il cervello e le gambe».
Invece di basarsi solo su immagini generate al computer, per le parti interne del corpo vengono usate miniature e la tecnica del controllo del movimento (motion control photography), che consiste nella precisa ripetizione dei movimenti dalla cinepresa. Nell'ultimo episodio della quarta stagione, Il cuore di Wilson, è stato creato un effetto speciale particolare sovrapponendo le riprese degli organi interni a quelle del corpo del paziente.
Molte delle stanze usate per le riprese sono allestite con una varietà di oggetti non previsti dal copione, che permettono a Hugh Laurie di improvvisare i movimenti, rivelando alcuni aspetti del suo personaggio e della trama.

### Riprese
L'episodio pilota è stato girato in Canada, mentre le riprese dei susseguenti episodi hanno avuto luogo in uno studio della Fox a Century City, quartiere di Los Angeles. Bryan Singer ha scelto Princeton, comune nei pressi del quale crebbe e si laureò, come ambientazione della serie. Per le riprese esterne dell'ospedale è stato scelto il Frist Campus Center dell'Università di Princeton. Le riprese dell'episodio Mezzo genio, in cui hanno recitato anche Dave Matthews e Kurtwood Smith, hanno avuto luogo nell'University of Southern California. La prima puntata della sesta stagione è stata girata nell'abbandonato Greystone Park Psychiatric Hospital situato nel New Jersey, il set del fittizio ospedale psichiatrico Mayfield Psychiatric Hospital.

## Panoramica sulla serie

### Sequenza di apertura

House e la prima squadra in un fotogramma della sequenza di apertura

Nella versione statunitense, così come nelle versioni trasmesse nella maggior parte dei paesi, la sigla musicale della serie è il brano Teardrop dei Massive Attack, ma per problemi di diritto d'autore esso non è stato utilizzato in America Latina, Australia, Belgio, Germania, Gran Bretagna, Grecia, Hong Kong, Israele, Italia, Nuova Zelanda, Paesi Bassi, Portogallo, Spagna, Svizzera, Ungheria.
La canzone, normalmente cantata da Elizabeth Fraser, ex cantante dei Cocteau Twins, nella sigla è solo strumentale, sebbene nell'episodio Il cuore di Wilson essa sia cantata da José González.
Nei paesi sopraelencati, il tema d'apertura della prima stagione è stato sostituito da una melodia intitolata House, composta appositamente per la serie da Scott Donaldson e Richard Nolan. Nella seconda stagione è stato usato un brano simile, utilizzato in precedenza nei titoli di coda del cofanetto DVD statunitense. L'unico episodio in cui non è presente la sigla è il pilota; eccezionalmente nell'episodio speciale Piegato, al posto della normale sigla, è presente una sequenza di immagini che mostrano il ricovero di House, accompagnata dalla canzone No Surprises dei Radiohead. Inoltre nell'episodio Andare avanti la sigla viene tagliata e compare solamente per qualche secondo la scritta "House" senza nessuna canzone di sottofondo.
La sequenza di immagini di apertura di ogni stagione incomincia con una H riquadrata con, sullo sfondo, l'immagine di una risonanza magnetica alla testa; in seguito si passa con una dissolvenza all'immagine, tratta dall'episodio pilota, in cui House studia un esame fatto alla paziente, con sovrapposto il logo della serie, che viene ripetuto successivamente su uno sfondo nero. Successivamente viene presentata una veduta esterna dell'ospedale (nella prima versione dell'episodio pilota vi erano un minuto e mezzo di riprese aeree) seguita dai nomi degli attori del cast principale delle prime tre stagioni e di David Shore: prima Hugh Laurie, poi il resto del cast in ordine alfabetico (Edelstein, Epps, Leonard, Morrison, Spencer) con Shore alla fine.
Ogni nome è accompagnato da una parte del corpo tranne quello di Jennifer Morrison: Hugh Laurie dal modello di una testa con l'encefalo esposto, Lisa Edelstein dalla riproduzione delle ramificazioni terminali di un assone, Omar Epps da una radiografia del torace, Robert Sean Leonard da un'immagine dell'encefalo in veduta ventrale. Inizialmente era stato progettato di mettere anche un bastone e un barattolo di Vicodin, ma la Fox si oppose. Il nome di Jennifer Morrison è accompagnato da una veduta del lago Carnegie di Princeton (in cui è ambientata la serie), quello di Jesse Spencer da un disegno simil-vecchio di una colonna vertebrale vista dal lato sinistro che appartiene al libro di medicina Anatomia del Gray. Segue poi un frammento di un episodio in cui House e la sua prima squadra diagnostica camminano nel corridoio dell'ospedale. Per ultima appare la scritta Created by David Shore e, subito sotto, l'immagine di una sezione anatomica del torace priva dei piani cutaneo e muscolare, con lo scheletro bene in vista e i visceri della cavità toracica, in secondo piano e tratteggiati sul piano osseo, e della loggia anteriore del collo, posta superiormente.
Katie Jacobs ha spiegato che le immagini non hanno un particolare significato, tranne quella in cui appare il nome di David Shore: il fatto che, al posto della testa, ci sia il suo nome vuole significare che egli è il cervello della serie.
Nel 2005 la sequenza d'apertura è stata candidata per un Creative Arts Emmy nella categoria di migliore design della sigla principale. Nel 2010, con la settima stagione, la sequenza di apertura è cambiata: il nome di Jennifer Morrison non appare più in quanto l'attrice non fa più parte del cast della serie; a sostituirla vi sono i nomi di Olivia Wilde e Peter Jacobson. Nel 2011, con l'ottava e ultima stagione, la sequenza di apertura elimina il nome di Lisa Edelstein e di Olivia Wilde che escono dal cast e compaiono i nomi di Odette Annable e di Charlyne Yi. In quest'ultima sigla non si mantiene più l'ordine alfabetico ma l'ordine di comparsa nelle varie stagioni: infatti il nome di Omar Epps è anticipato (compare nello stesso spazio in cui compariva il nome di Lisa Edelstein), così come i successivi di Robert Sean Leonard, Jesse Spencer, Peter Jacobson e le due nuove attrici sono messe per ultime.

### Struttura degli episodi
All'inizio di ogni episodio viene presentato il momento subito precedente a quello in cui il futuro paziente incomincia a sentirsi male (a volte un'altra persona sembra essere malata e manifesta sintomi leggeri prima di questo momento, come in Tutto per tutto), seguito dalla sigla iniziale: in seguito House, dopo aver letto l'anamnesi, propone alla sua squadra una diagnosi differenziale e scrive i sintomi su una lavagnetta con un pennarello: ogni membro propone una malattia e si procede con i vari test; la situazione si ripete ogni volta che il paziente mostra un nuovo sintomo, finché non viene trovata la soluzione, fornita quasi sempre da House, spesso illuminato da un discorso con Wilson su un argomento non pertinente alla diagnosi.
Frequentemente ci sono degli ostacoli alla risoluzione del caso: condizioni particolari della salute del paziente che impediscono di eseguire esami (ad esempio Tutto torna), dilemmi etici (Un cane è per sempre) o il paziente stesso, che ostacola una diagnosi, mentendo per nascondere un proprio segreto (Emancipazione); House deve perciò riuscire ad aggirare questi problemi per poter formulare una diagnosi.
Molto spesso sono presenti anche scene in ambulatorio, dal carattere solitamente comico e grottesco (Madre controllo), durante le quali House è costretto a occuparsi di quei casi medici talmente banali che il diagnosta cerca sempre di evitare tale incombenza; nonostante ciò essi gli forniscono talvolta un'illuminazione sul caso principale (Al sicuro).
In diverse occasioni si aggiungono a questi altri piccoli o grandi problemi nati al di fuori del contesto ospedaliero. Essi legano assieme più personaggi e si risolvono spesso all'interno dello stesso episodio (come il finto cancro di House in Mezzo genio), portano a momenti di svolta nelle relazioni fra i personaggi (Caccia al topo) o rappresentano situazioni di vita quotidiana (come la sfida fra House e Wilson in Gioia al mondo). Essi sono utili a mostrare e a chiarire alcuni degli aspetti caratteriali dei personaggi (Senza dolore). Talora vengono infine introdotte delle storyline che si sviluppano in più episodi (Pazzi d'amore).

### Casi clinici
Il reparto che House (specialista infettivologo e nefrologo) dirige è di medicina diagnostica, occupato solitamente da casi clinici piuttosto complessi. Tra i pazienti vi possono essere comuni pazienti dell'ospedale che manifestano sintomi atipici, pazienti che hanno già consultato in precedenza diversi medici senza alcun risultato (per cui le diagnosi più semplici e banali sono di solito quelle scartate subito), vi sono clienti facoltosi che pretendono l'eccellenza medica, anche a costo di non seguire il protocollo medico. Altri casi sono scelti da House perché è interessato da essi per la stranezza o perché affrontano il tema del dolore, con cui House è costretto a convivere; altre volte House ne è attratto per motivi particolari o personali. Altre volte House prende un caso perché interessato da una caratteristica del paziente, che spesso rappresenta un motivo di riflessione, sia per House sia per lo spettatore stesso, su tematiche relative all'etica, come l'eutanasia in Intrappolato, alla religione, come in Sul filo dell'errore, House e Dio e Infedele, e alla filosofia.
Molti insoliti casi medici sono stati ispirati dagli articoli e dai libri di Berton Roueché, come affermato dall'ideatore David Shore; un caso in particolare è avvenuto nel febbraio del 2014 nell'ospedale di Marburgo, in Germania, dove un uomo è stato salvato da un medico che ha ammesso di essersi ispirato proprio a un episodio della serie TV.

## Riconoscimenti
La serie ha ricevuto un gran numero di premi e nomination, tra cui:
- Emmy: dopo la prima stagione nel 2005, Dr. House ha ricevuto cinque nomination per gli Emmy Award, di cui tre sono Creative Arts Emmy, vincendone uno per la migliore sceneggiatura per una serie drammatica.[82] L'anno successivo la serie è stata candidata per quattro Emmy Award, tra cui quello per la migliore serie drammatica[92]; nel 2007 ha ricevuto quattro nomination[93] e ha vinto un Creative Arts Emmy per il trucco.[94] Nel 2008, al sessantesimo Primetime Emmy Award, ha avuto nuovamente quattro nomination, vincendo un premio per la migliore regia in una serie drammatica;[95] nel 2009 ha ricevuto due nomination (migliore attore principale in una serie drammatica e migliore serie drammatica) e ha vinto un Creative Arts Emmy per il missaggio.
- Golden Globe: Dr. House è stato candidato per questi premi per un totale di nove volte, vincendone due.
- NAACP Image Award: la serie ha ricevuto dieci nomination in totale; cinque per la recitazione di Omar Epps (di cui due vinte), quattro per la migliore serie drammatica e due nomination per la migliore sceneggiatura per una serie drammatica.[96]
- Satellite Award: Dr. House ne ha vinti cinque nel 2005 e nel 2006, fra cui quello per la migliore serie drammatica, e ha ricevuto altre due nomination.
- Screen Actors Guild Award: Dr. House ha ricevuto sei nomination e ne ha vinti due.
- Teen Choice Awards: nove nomination e una vincita.
- TCA Award: sette nomination e due vincite.

Oltre a questi, la serie ha ricevuto moltissimi altri premi e nomination, per un totale di 118 candidature, delle quali 40 vinte.

## Trasmissione

### Trasmissione originale

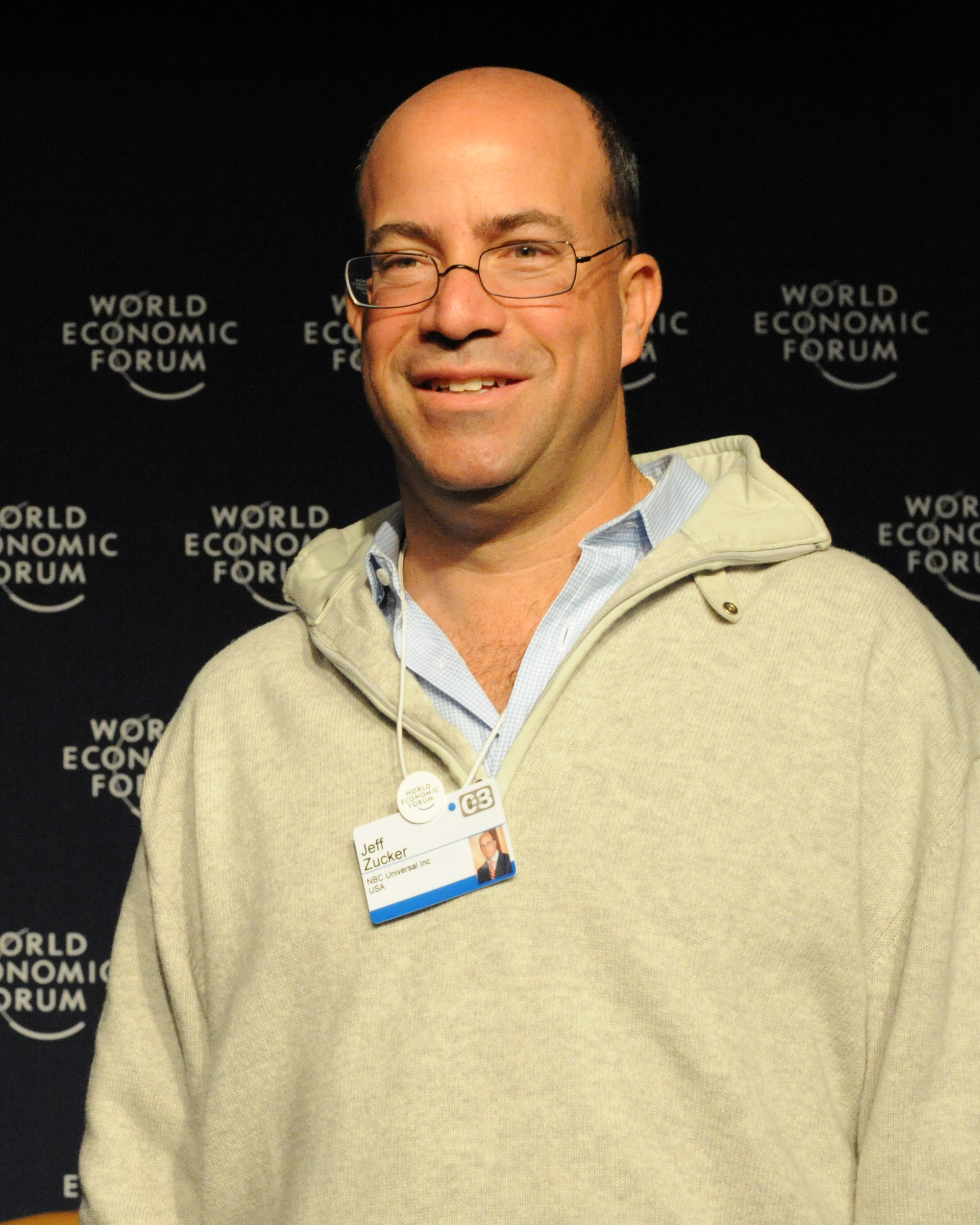
Jeff Zucker è il presidente e amministratore delegato della NBC, la cui casa di produzione Universal Media Studios è la principale produttrice di Dr. House

Tutte le stagioni del Dr. House sono state trasmesse dall'emittente televisiva statunitense Fox.
La serie è stata lanciata con l'episodio pilota Una prova per non morire (Pilot nella versione originale) il 16 novembre 2004.
La prima stagione è stata quindi trasmessa dal 16 novembre 2004 al 24 maggio 2005.
La seconda stagione è stata invece trasmessa dal 13 settembre 2005 al 23 maggio 2006.
La terza stagione è stata trasmessa dal 5 settembre 2006 al 29 maggio 2007.
La quarta stagione è andata in onda dal 25 settembre 2007 al 19 maggio 2008. Questa stagione è formata da 16 episodi; il loro numero ridotto è dovuto allo sciopero degli sceneggiatori del 2007-2008.
La quinta stagione è stata trasmessa dal 16 settembre 2008 all'11 maggio 2009.
La sesta stagione è andata in onda a partire dal 21 settembre 2009 al 17 maggio 2010, con una prima di stagione speciale della durata di 89 minuti, il doppio rispetto a un normale episodio.
La settima stagione è andata in onda a partire dal 20 settembre 2010 al 19 maggio 2011.
L'ottava stagione è stata trasmessa dal 3 ottobre 2011 al 21 maggio 2012.

### Trasmissione internazionale
Nel 2008, Dr. House - Medical Division era distribuito in un totale di 66 paesi, con un ascolto totale di più di 81,8 milioni di spettatori, sorpassando così di molto serie che gli anni precedenti avevano avuto un enorme successo, come CSI: Scena del crimine e CSI: Miami e piazzandosi così al primo posto come serie più guardata dell'anno.
Dr. House esordì negli Stati Uniti e in Canada, rispettivamente nei canali Fox e Global TV, che hanno gli stessi programmi: nel 2008 la serie è stata la terza più popolare in Canada, la prima in Germania, la seconda in Italia, e la terza in Repubblica Ceca; la serie è molto popolare anche in Francia, Spagna, Svezia e Paesi Bassi. Nel Regno Unito le prime quattro stagioni sono state mandate in onda dal canale Five, ma, a causa del calendario televisivo sempre più affollato, i diritti sono stati venduti a Sky 1 e la serie viene mandata in onda circa un anno dopo la trasmissione negli Stati Uniti; la versione originale, in inglese, è mandata in onda anche in Australia da Network Ten, in Nuova Zelanda e in Irlanda da TV3.

## Edizioni home video
I cofanetti DVD della serie televisiva in commercio, prodotti da Universal Pictures, sono i seguenti. I colori a sinistra indicano il colore dei cofanetti; i titoli dei contenuti speciali in corsivo sono tradotti da quelli in lingua inglese, in quanto assenti nell'edizione italiana del DVD.
| Titolo | Titolo                                         | Nº dischi       | Data pubblicazione USA | Data pubblicazione Italia | Contenuti speciali |
| ------ | ---------------------------------------------- | --------------- | ---------------------- | ------------------------- | --- |
|        | Dr. House - Medical Division, stagione uno     | 3 (6 in Italia) | 30 agosto 2005         | 27 settembre 2006         | Il Dr. House; casi clinici; l'idea; visita sul set; modi di dire alla House; casting con Hugh Laurie. |
|        | Dr. House - Medical Division, stagione due     | 6               | 22 agosto 2006         | 13 dicembre 2006          | Una sera con "Dr. House"; blooper; scene alternative: le versioni "Valley Girl"; avrebbe potuto essere lupus...; commenti dei produttori. |
|        | Dr. House - Medical Division, stagione tre     | 5 (6 in Italia) | 21 agosto 2007         | 5 dicembre 2007           | La sigla iniziale della serie suonata dalla Band from TV; anatomia di un episodio: "Giovane arrogante"; sangue, aghi e parti del corpo: il reparto degli accessori; l'ufficio di produzione; blooper; commento di "Mezzo genio" con l'ideatore/produttore esecutivo David Shore e la produttrice esecutiva/regista Katie Jacobs; Scene alternative di "Zoppo ma... in gamba": la versione delle "Valley Girl" arrabbiate.                                                                        |
|        | Dr. House - Medical Division, stagione quattro | 4               | 19 agosto 2008         | 25 marzo 2009             | La soap di House "Prescription Passion"; Meet the Writers - La parola agli sceneggiatori; gli effetti visivi di House; nuovi inizi; il mio episodio preferito finora; anatomia di una scena: l'incidente d'autobus; commento de "La testa di House" con l'ideatore/produttore esecutivo David Shore e la produttrice esecutiva Katie Jacobs. |
|        | Dr. House - Medical Division, stagione cinque  | 5 (6 in Italia) | 25 agosto 2009         | 16 dicembre 2009          | House, oltre una pietra miliare: il 100º episodio; storie reali: precisione nella sceneggiatura; Dr. Mom: la storia della Dr.ssa Cuddy; Anatomy of a Teaser; ospiti di House: il casting; commento di "Intrappolato" con lo sceneggiatore/produttore David Foster e gli sceneggiatori/produttori esecutivi Russel Friend e Garrett Lerner. |
|        | Dr. House - Medical Division, stagione sei     | 5 (6 in Italia) | 31 agosto 2010         | 1º dicembre 2010          | Prima di "Piegato": The Concept Reel; Hugh Laurie in regia; New Faces in a New House; una nuova casa per House; commento di "Piegato" con la regista/produttrice Katie Jacobs, e gli sceneggiatori/produttori Russel Friend e Garrett Lerner; commento di "Dalle 5 alle 9" con l'attrice della serie Lisa Edelstein e lo sceneggiatore/produttore Thomas L. Moran; commento di "Wilson" con l'attore della serie Robert Sean Leonard e lo sceneggiatore/produttore supervisivo Dr. David Foster. |
|        | Dr. House - Medical Division, stagione sette   | 5 (6 in Italia) | 30 agosto 2011         | 21 ottobre 2011           | Anatomia di un episodio: "Hollywood, Hollywood"; m'ama, non m'ama; il ritorno di Tredici; a tu per tu con Martha Masters; commento di "Hollywood, Hollywood" con il regista Greg Yaitanes e Lisa Edelstein; commento di "Indagine" con gli sceneggiatori Sara Hess d David Hoselton; commento di "Andare avanti" con il produttore esecutivo David Shore e il regista Greg Yaitanes. |

## Impatto culturale

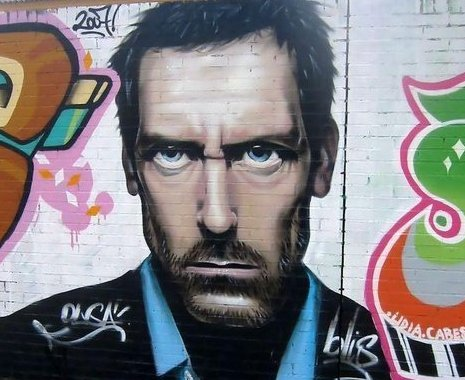
Graffito raffigurante il dottor House a Siviglia, in Spagna

Con il termine fenomeno House o fenomeno Dr. House viene indicato comunemente il fenomeno televisivo e culturale nato dal grande successo della serie televisiva statunitense Dr. House - Medical Division e diffuso in tutto il mondo. Nato dalla televisione, il fenomeno ha avuto rapidamente un forte impatto nella moderna cultura popolare e ha il suo cardine nella figura originale e caleidoscopica del protagonista, il dottor Gregory House.
Dal punto di vista più strettamente culturale, la serie e più in particolare la figura del protagonista hanno dato motivo di riflessione filosofica, etica e religiosa relativa al campo della medicina e della deontologia; diversi saggi pubblicati hanno approfondito questo aspetto della serie televisiva.
Dal punto di vista televisivo e letterario la serie ha avuto un enorme successo di spettatori e di critica, grazie anche allo spessore letterario del protagonista che racchiude in sé numerosi modelli della letteratura classica e di genere; sono inoltre state fatte numerose parodie e riferimenti alla serie, sia nel mondo cinematografico e televisivo, sia in quello fumettistico e narrativo.
Dal punto di vista meramente commerciale, la serie ha dato origine a un ampio merchandising, tra i prodotti più venduti ci sono le T-shirt con gli housismi, citazioni del dottor House solitamente sarcastiche e umoristiche, ma non di meno anche più serie e profonde.
In Italia il fenomeno è stato discusso e approfondito ampiamente nella puntata del 31 ottobre 2007 del programma televisivo Matrix ideato da Enrico Mentana.
Il 16 maggio 2012 il consiglio comunale di Los Angeles, all'unanimità, ha dichiarato il 21 maggio 2012 (giorno della conclusione della serie) come "House Day".

### Fandom e shipping
Per via del grande successo della serie e della varietà di personaggi e relazioni in essa contenuta, nel corso delle stagioni, oltre a un vasto fandom formato da appassionati provenienti da tutto il mondo, si è sviluppato il fenomeno, per lo più internettiano, dello shipping. Sono nati vari gruppi di shipper e friendshipper, sostenitori di una coppia di personaggi, la quale viene definita dagli stessi con la sigla OTP (one true pairing, ovvero l'unica vera coppia). I nomi con cui si identificano gli stessi sono giochi di parole, fusioni dei nomi di due personaggi o riferimenti a momenti importanti per la coppia.

## Merchandising
L'etichetta discografica Nettwerk Records ha pubblicato il 18 settembre 2007 un album musicale che raccoglie le principali canzoni usate nella colonna sonora della serie televisiva, intitolato House M.D. Original Television Soundtrack.
Tra gli articoli più commercializzati, soprattutto attraverso i siti di e-commerce (come eBay), vi sono sicuramente le T-shirt e le felpe con il logo o le citazioni della serie televisiva. Gli articoli ufficiali in commercio in Italia vanno dal misuratore di pressione all'album di figurine.
Inoltre, molte T-shirt commercializzate on-line riportano citazioni di House che sono diventate il simbolo concettuale della serie stessa. Le due frasi più celebri e utilizzate sono:
- Everybody Lies (Tutti mentono): è il motto di Gregory House, nonché il titolo inglese dell'episodio pilota. House crede che il contatto umano sia «una balla» (Una prova per non morire) in quanto è convinto che il rapporto tra i medici e il paziente, così come quello tra il paziente e i propri familiari, sia basato solamente sulla menzogna. Il diagnosta ripete questa frase molto spesso nel corso della serie per definire la natura dell'uomo e dei rapporti interpersonali.[138][139]
- It's Not Lupus (Non è lupus): il lupus eritematoso sistemico è una malattia autoimmune che, per la varietà di sintomi, è stata ipotizzata con molta frequenza nel corso della serie, cosa a cui alludono gli stessi personaggi (in Aspettando Giuda House nasconde le pillole nel foro creato nel manuale della malattia, con la giustificazione «Tanto non è mai lupus!»), tanto che quando, in Non voglio sapere House diagnostica giustamente questa patologia, afferma: «Finalmente ho un caso di lupus!». Fra i contenuti speciali del cofanetto DVD della seconda stagione (inediti in Italia) ne appare uno chiamato It could be lupus... (Potrebbe essere lupus...) in cui vengono mostrati tutti i frammenti degli episodi in cui è stata nominata questa patologia: sui quarantasei episodi delle prime due stagioni, esso è stato diagnosticato (o almeno proposto) più di venti volte.[139][140]

Nel 2008, l'azienda spagnola Exelweiss, produttrice di videogiochi, ha sviluppato un videogioco per il telefono cellulare riguardante la serie, che è stato prodotto sia nella versione spagnola sia in quella inglese. Nel giugno del 2009 Legacy Interactive, azienda di videogiochi statunitense, ha annunciato un accordo di licenza con l'Universal Pictures Digital Platforms Group per sviluppare un videogioco basato sulla serie per il PC e il Nintendo DS. In esso i giocatori dovranno rivestire i panni dei dottori della squadra diagnostica di House per far fronte a cinque strani casi medici.

## Spin-off
Alla fine del mese di giugno del 2008 si diffuse nei blog la notizia di uno spin-off, ovvero di una seconda serie nata da una costola di Dr. House. La notizia venne divulgata dal giornalista televisivo Michael Ausiello, che lo venne a sapere dalla Fox.
Nel mese di settembre, David Shore parlò al giornale Entertainment Weekly dei suoi progetti per il personaggio: «Non voglio creare un'altra serie medica. Ciò che mi interessa in termini di sceneggiatura è il comportamento delle persone e la natura del bene e del male... e un investigatore privato può fornire un approccio a questi temi molto più facilmente di un medico». Al centro dello spin-off, se il personaggio fosse stato accettato dal pubblico, ci sarebbe stato l'investigatore privato Lucas Douglas (interpretato da Michael Weston), apparso brevemente nella quinta stagione; Lisa Cuddy sarebbe inoltre migrata verso la nuova serie. Il nuovo personaggio tornò invece in sette episodi della stagione successiva come fidanzato della dottoressa Cuddy, lasciando definitivamente il cast nell'ultimo episodio.